# 宇都宮ライトレール宇都宮芳賀ライトレール線
宇都宮芳賀ライトレール線（うつのみやはがライトレールせん）は、栃木県宇都宮市の宇都宮駅東口停留場から同県芳賀郡芳賀町の芳賀・高根沢工業団地停留場を結ぶ宇都宮ライトレールのライトレール（LRT、軌道法適用）路線である。愛称は「ライトライン」。旅客案内上は会社名と同じ「宇都宮ライトレール」のほか、「芳賀・宇都宮LRT」の名称も用いられている。
2023年（令和5年）8月26日に同区間の約14.6キロメートル（km）、19停留場が開業し、今後はJR東日本宇都宮駅西側の宇都宮中心市街地への延伸が予定されている。
地域公共交通の活性化及び再生に関する法律に基づく上下分離方式を採用しており、宇都宮市と芳賀町が軌道整備事業者として設備を保有し、宇都宮ライトレールが軌道運送事業者として運行を担っている。

## 概要
鉄道より輸送力や設備を抑えた軌道路線の形態である、ライトレールの路線である。国土交通省が定義する次世代型路面電車システムを取り入れ、宇都宮市が進める「ネットワーク型コンパクトシティ（NCC）」の街づくりにおいて、市域の東西を縦貫する鉄・軌道路線として「東西基幹公共交通」として位置付けられている。
既存路線の延伸や改良を伴わない全くの新規路線としてライトレール、および次世代型路面電車システムを導入した路線が建設されるのは日本初であり、それまで路面電車路線が存在しなかった都市へ軌道法に基づく路面電車路線が新規開業するのは1948年（昭和23年）の富山地方鉄道伏木線（現在の万葉線高岡軌道線）以来となる。栃木県内では1968年（昭和43年）2月に東武日光軌道線が廃止されて以来55年ぶりの路面電車の復活となった。

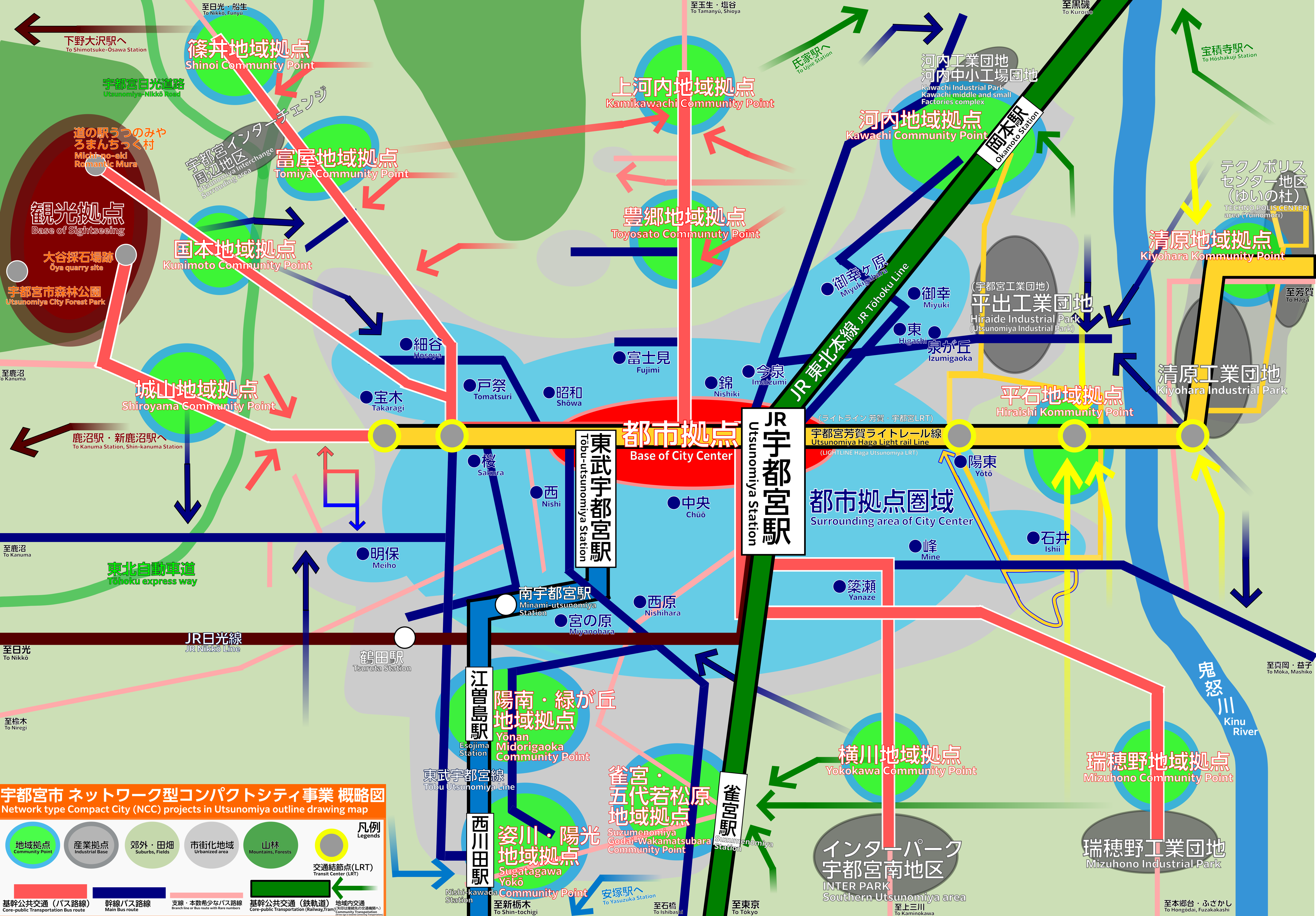
宇都宮市のネットワーク型コンパクトシティを構成する拠点域と公共交通網の概略図

全体整備区間として、宇都宮市区間の宇都宮市街地中心部西側の桜通り十文字交差点（宇都宮市桜2丁目）からJR宇都宮駅を経由して宇都宮テクノポリス（ゆいの杜地区）までの延長約15 kmと、芳賀郡芳賀町区間の芳賀・高根沢工業団地までの約3 kmが計画されている。宇都宮駅の東側区間と西側区間の接続については、宇都宮駅の北側に東北本線を跨ぎ東北新幹線の下をくぐる高さの高架橋を建設する計画である。うち、宇都宮駅東側にあたる宇都宮駅東口（宇都宮市宮みらい）から芳賀・高根沢工業団地（芳賀町下高根沢）までの14.6 kmは優先整備区間として先行して整備され、2023年（令和5年）8月26日に開業した。
1922年（大正11年）に公布・施行された改正鉄道敷設法の第37号「栃木県市塙ヨリ宝積寺に至ル鉄道」の予定線と一部区間が重複している。
日本の路面電車で郡部に乗り入れる路線は、当路線と高知県吾川郡いの町に乗り入れているとさでん交通伊野線の2路線のみである。宇都宮都市圏では、JR東北本線・烏山線や真岡鐵道真岡線など既存の鉄軌道路線は芳賀町を通っておらず、同町は日本で唯一「路面電車のみが通る自治体」となっている。

## 名称
上記の通り軌道路線としての名称は「宇都宮芳賀ライトレール線」であるが、開業当初は他に旅客案内上用いられる名称として
- 宇都宮ライトレール（運行を行う軌道事業者の名称）
- 芳賀・宇都宮LRT（事業・計画上の名称）
- ライトライン（使用車両であるHU300形電車の愛称）

が混在していた。2023年（令和5年）9月の宇都宮市議会でこの点が指摘されたため、定着が見られるとして路線・事業・車両の愛称を「ライトライン」に統一することとなり、同年9月28日に統一が正式発表された。同年11月に発売を開始した一日乗車券にも「ライトライン」の名称を用いている。

## 施設

### 線路
本路線の「専用軌道」は軌道建設規定および軌道運転規則における「新設軌道」ではなく、LRTのみが走行する道路（都市計画道路宇都宮芳賀ライトレール線）扱いとなる。これにより、（特認を受けない限り）最高速度が40 km/hに制限される一方で、地方交付税交付金の算定基礎となる道路の面積および延長に含まれることとなる。本路線に関しては当事者が「専用軌道」という語句を用いているため、以下「専用軌道」に統一する。
軌間は宇都宮近郊に乗り入れる他路線との直通運転の可能性を考慮して、狭軌（1,067 mm）が採用された。開業時点では全線の最高速度は40 km/hであるが、将来的には軌道法上の特認を得て、併用軌道区間では50 km/h、鬼怒川を渡る専用軌道区間では70 km/hの高速運転を行う計画であり、開業時点で70 km/hでの運行に対応する車両が導入された（後述）。

### 運行設備
車両基地は、車両運用の効率性、延伸時の拡張性、本線からの出入庫の利便性、施設稼働時の周辺環境への影響などを考慮した結果、平石停留場から分岐し、新4号国道付近へ設置された。25編成程度を収容可能な留置線、全般検査に対応する車両検修・整備施設、保線部門、運行部門などの本社機能を収容する管理棟などが設置され、約4 haの規模となった。
変電所は国道4号付近（今泉変電所）、新4号国道付近（平出変電所、車両基地に併設）、清原管理センター付近（清原変電所）芳賀工業団地管理センター付近（芳賀変電所）の合計4箇所に設置されている。路線で使用する電力はすべて、宇都宮市内で発電された再生可能エネルギーを活用しており、宇都宮市と民間が出資した第三セクターの小売電気事業者「宇都宮ライトパワー株式会社」より供給を受けている。これにより電車の運行において二酸化炭素は実質的に一切排出していないこととなる。

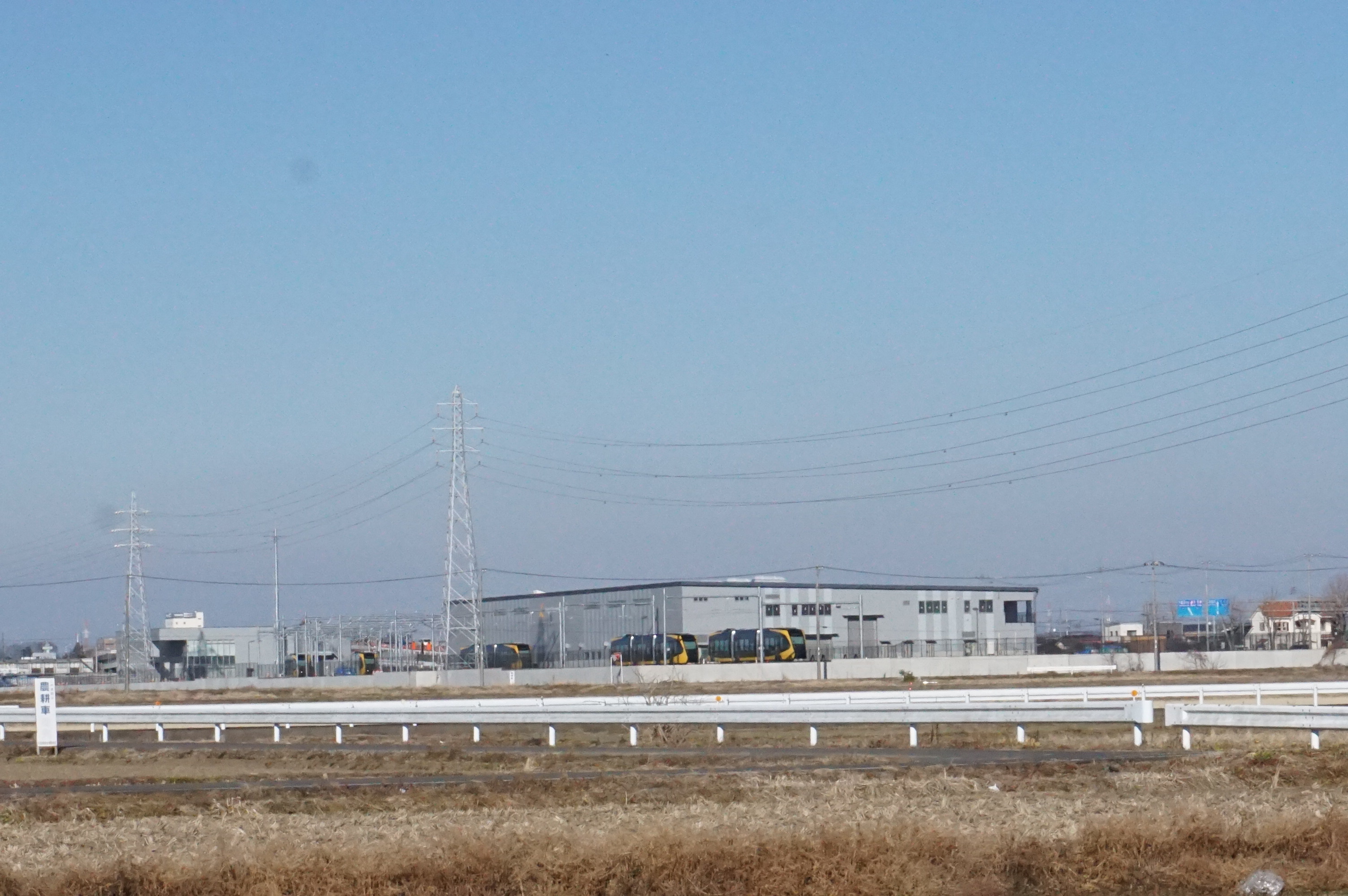
車両基地の全景（国道123号側から撮影）
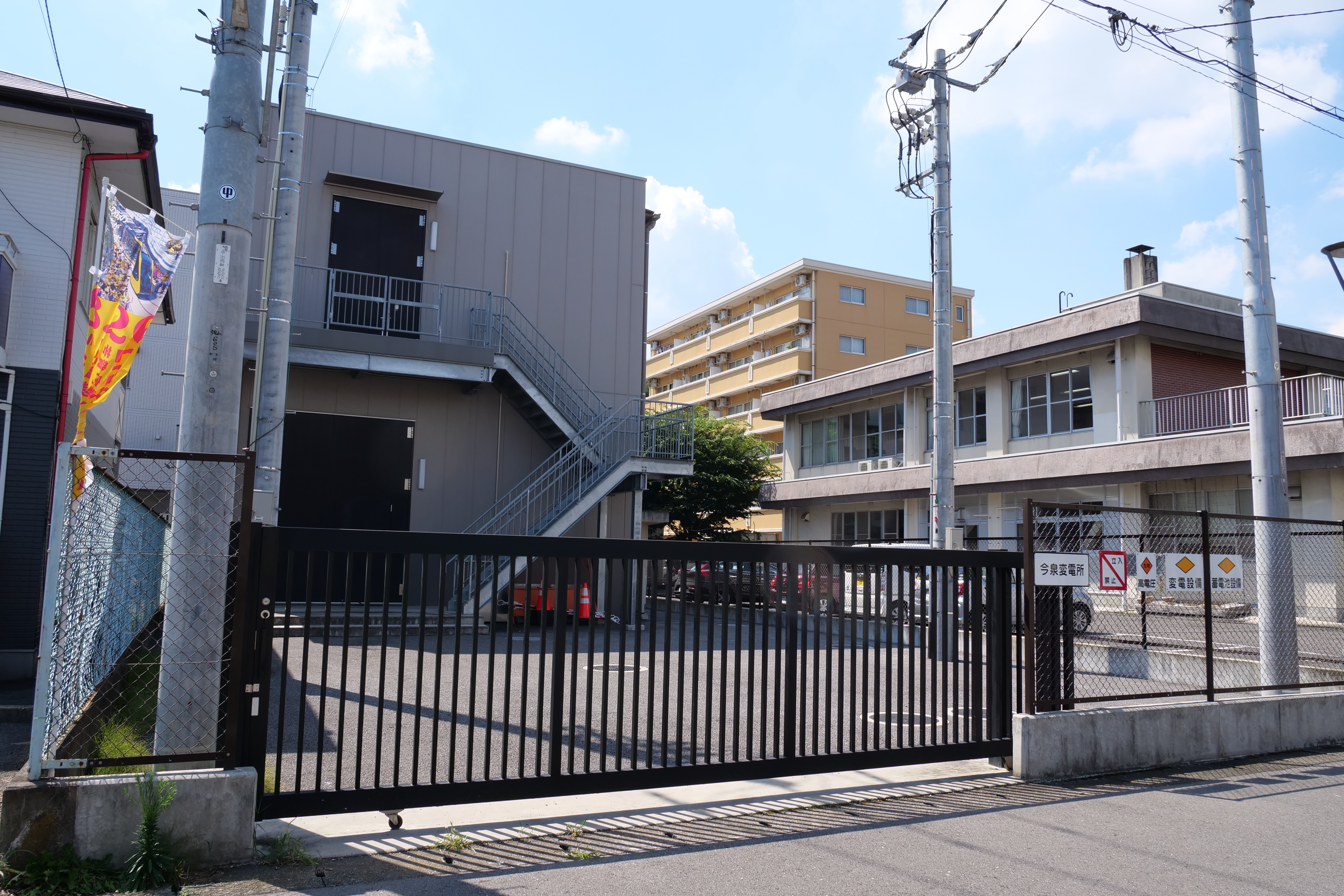
今泉変電所
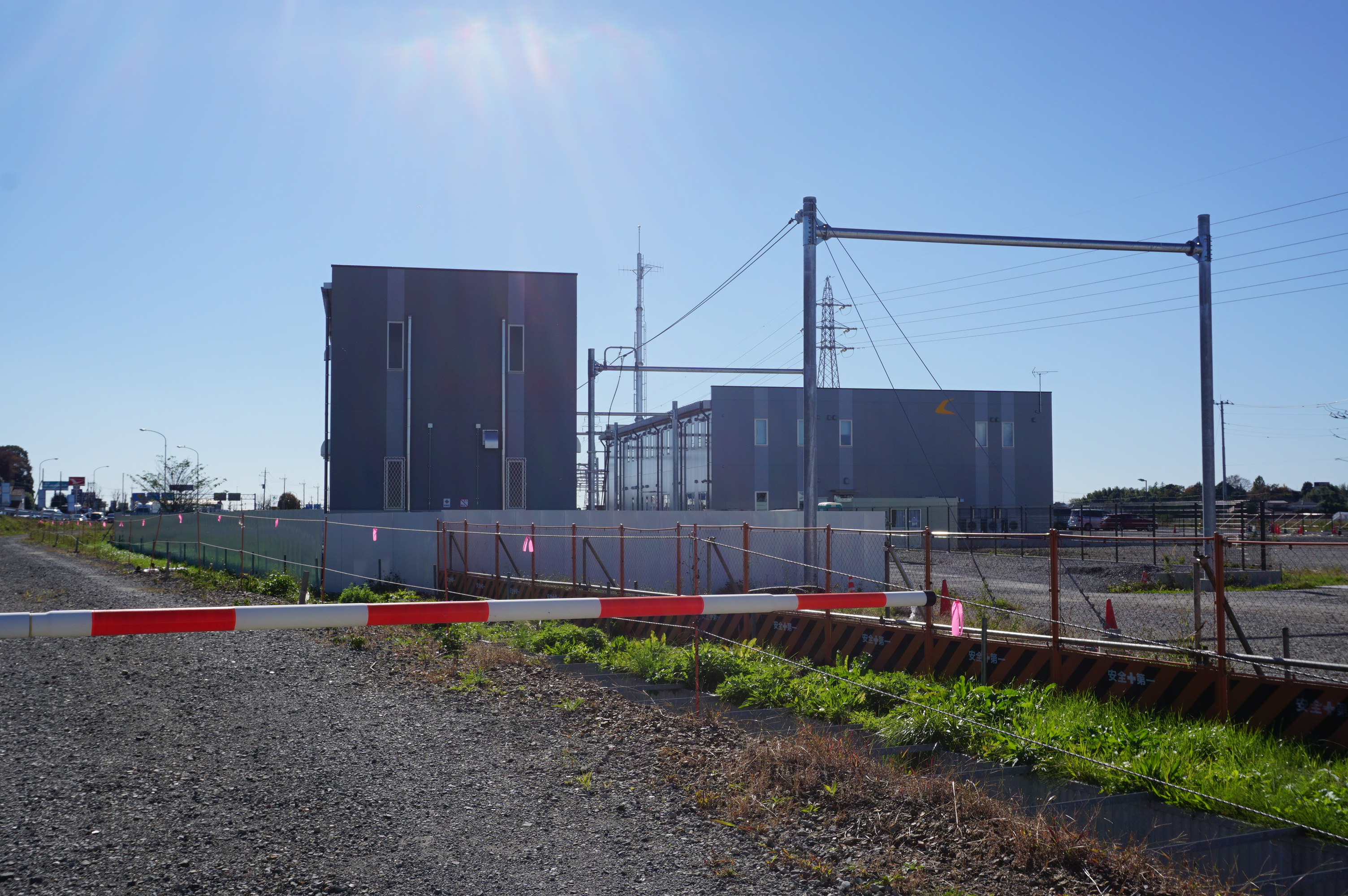
平出変電所
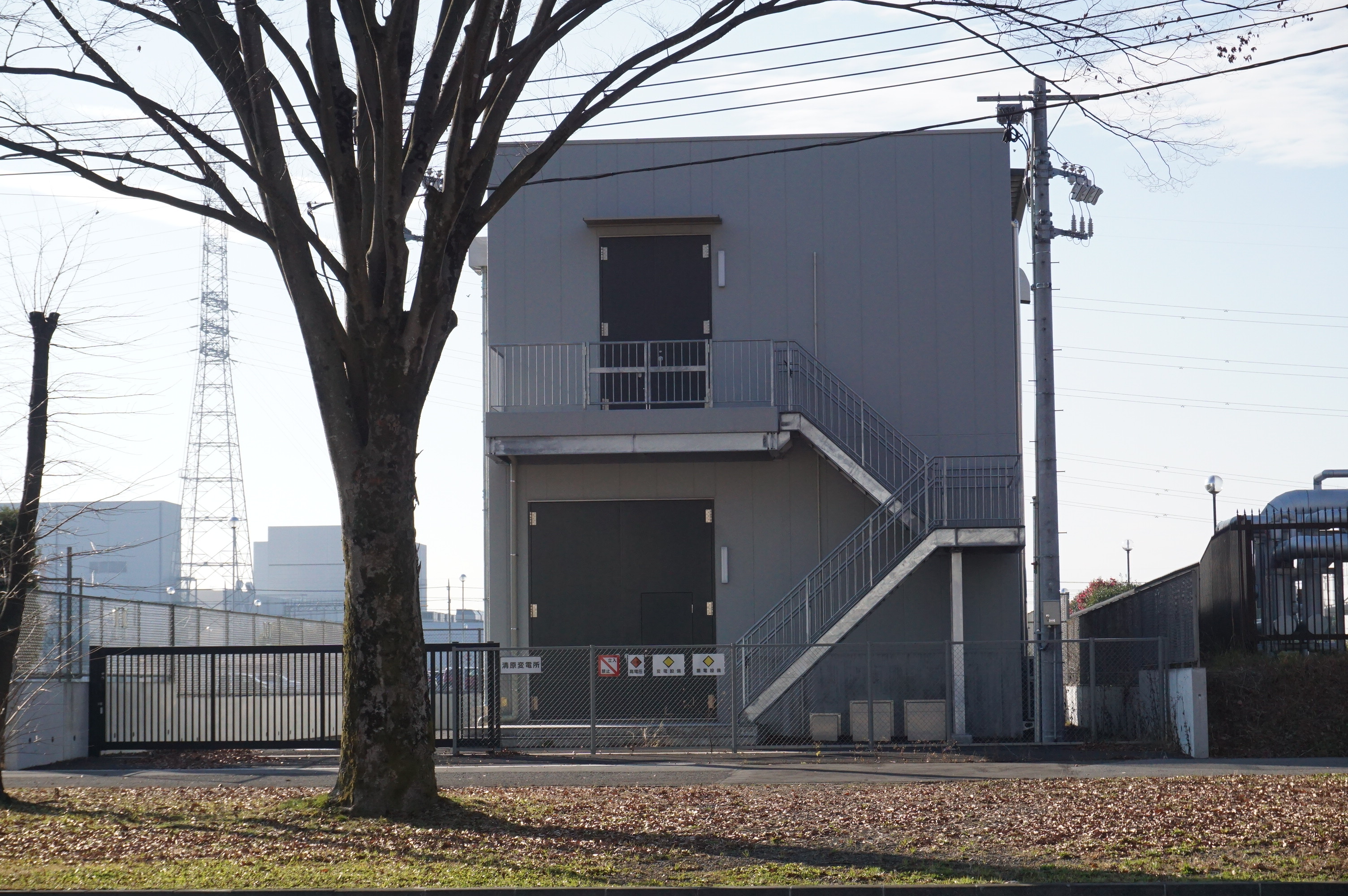
清原変電所
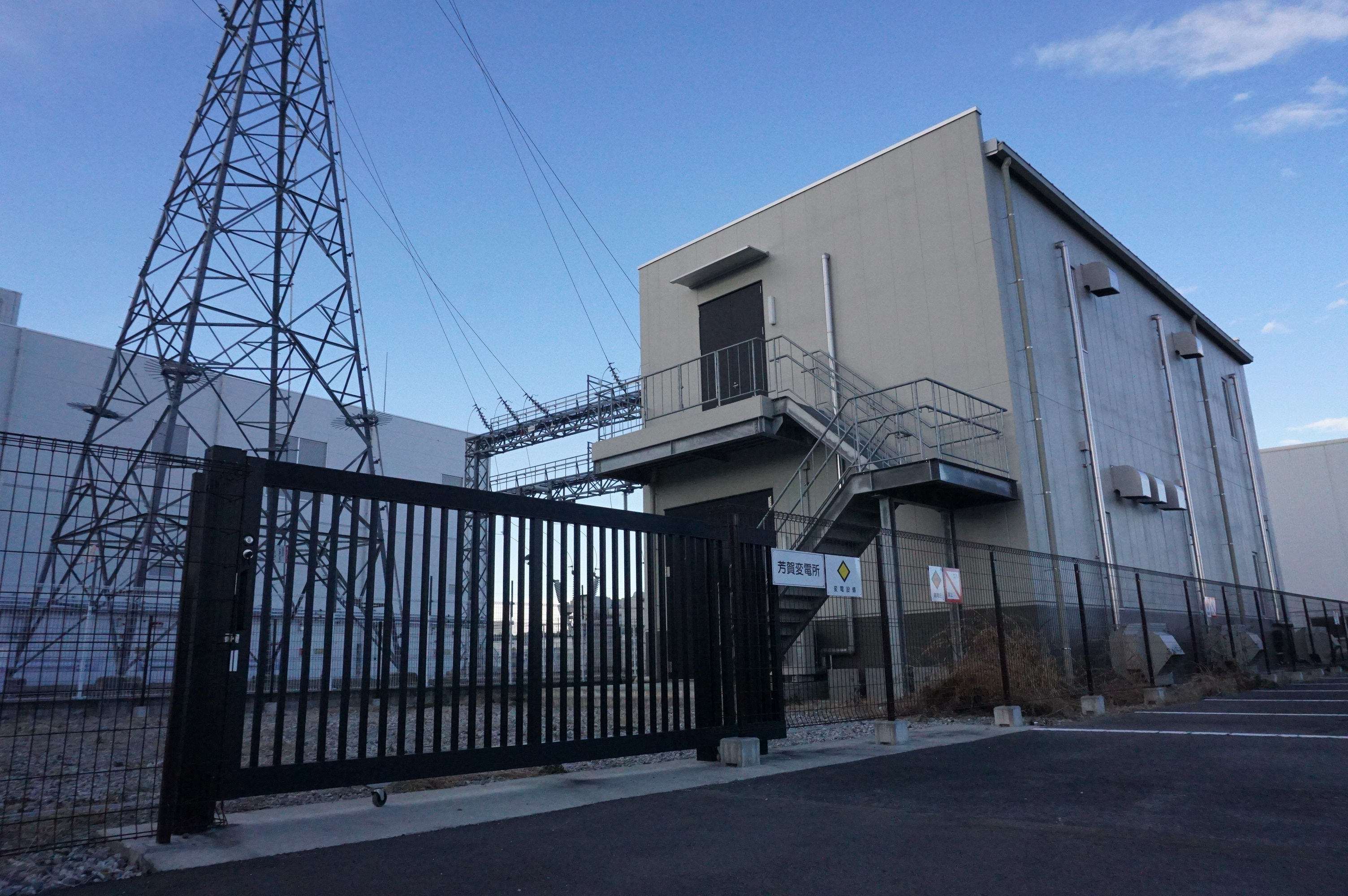
芳賀変電所

## 路線データ

停車駅一覧（2024年現在）

- 路線距離（実キロ）：全長14.6 km[21]（なお、国土交通省関東運輸局に届けられている全線の営業キロは14.5 km[22][23]）
  - うち、併用軌道約11.1 km（宇都宮駅東口 - 平石 / 清陵高校前 - グリーンスタジアム前 / ゆいの杜西 - 芳賀・高根沢工業団地）、専用軌道約3.5 km[24][25]
  - 施設は宇都宮市（12.1 km）・芳賀町（2.5 km）が保有
- 軌間：1,067 mm[21]
- 電化区間：全線[21]
- 電圧：直流750 V[21]
- 最急勾配：60 ‰（清陵高校前停留場付近・かしの森公園前停留場付近 など）[26]
- 最急曲線半径：25 m（宇都宮駅東口停留場付近）[26]
- 駅数：19駅（起終点駅含む）[21]
- 複線区間：全線[21]
- 待避設備：2駅（平石・グリーンスタジアム前）[21][27]（当初計画では4駅）
- 全線所要時分：約42分（快速）、約44-48分（各駅停車）
- 車両基地：1箇所[21]（新4号国道付近）
- 変電所：4箇所[21]

## 歴史

### 事業認可
軌道路線を建設し、事業を開始させるためには、軌道法に基づき、収支概算書や建設費概算書など採算性や持続性に関する審査を受け、国土交通大臣の特許を受けなければならない。軌道法の特許を受けるため、地域公共交通の活性化及び再生に関する法律に基づき、「軌道運送高度化実施計画」を作成した。「軌道輸送高度化事業」とは、施設を地方公共団体等が整備し、それを運行事業者が借り受けて列車を運行し路線を経営する上下分離方式でLRT路線を整備することにより、事業者のインフラ整備費用を軽減した上で安定な運行や経営を実現させる事ができる事業制度である。
2016年（平成28年）1月22日に「軌道運送高度化実施計画」が国土交通省関東運輸局に提出され、7月26日の同省運輸審議会の公聴会を経て、9月8日に国土交通大臣に対して認定を妥当とする答申書を提出、9月26日認定され、軌道法の事業特許を取得した。認定段階では、2019年（令和元年）12月の開業を目指していたが、同年12月21日に見送る方針を固めている。その後、翌年2017年（平成29年）7月11日に市は市議会議員協議会で、2017年度着工、2022年（令和4年）3月開業とする整備スケジュールを発表し、2022年を目標に事業が進められることとなった。同年8月9日、宇都宮市と芳賀町、宇都宮ライトレールの3者が工事施行認可を国土交通大臣に申請し、。同年9月29日には宇都宮市議会9月定例会で工事施行認可申請に伴う市道へのLRT軌道敷設に同意する議案が可決、同年10月10日には栃木県議会9月通常会議の最終本会議で軌道敷設工事施行認可申請に同意する議案等が可決され、着工へ向け着々と準備と手続きが進んだ。

### 着工

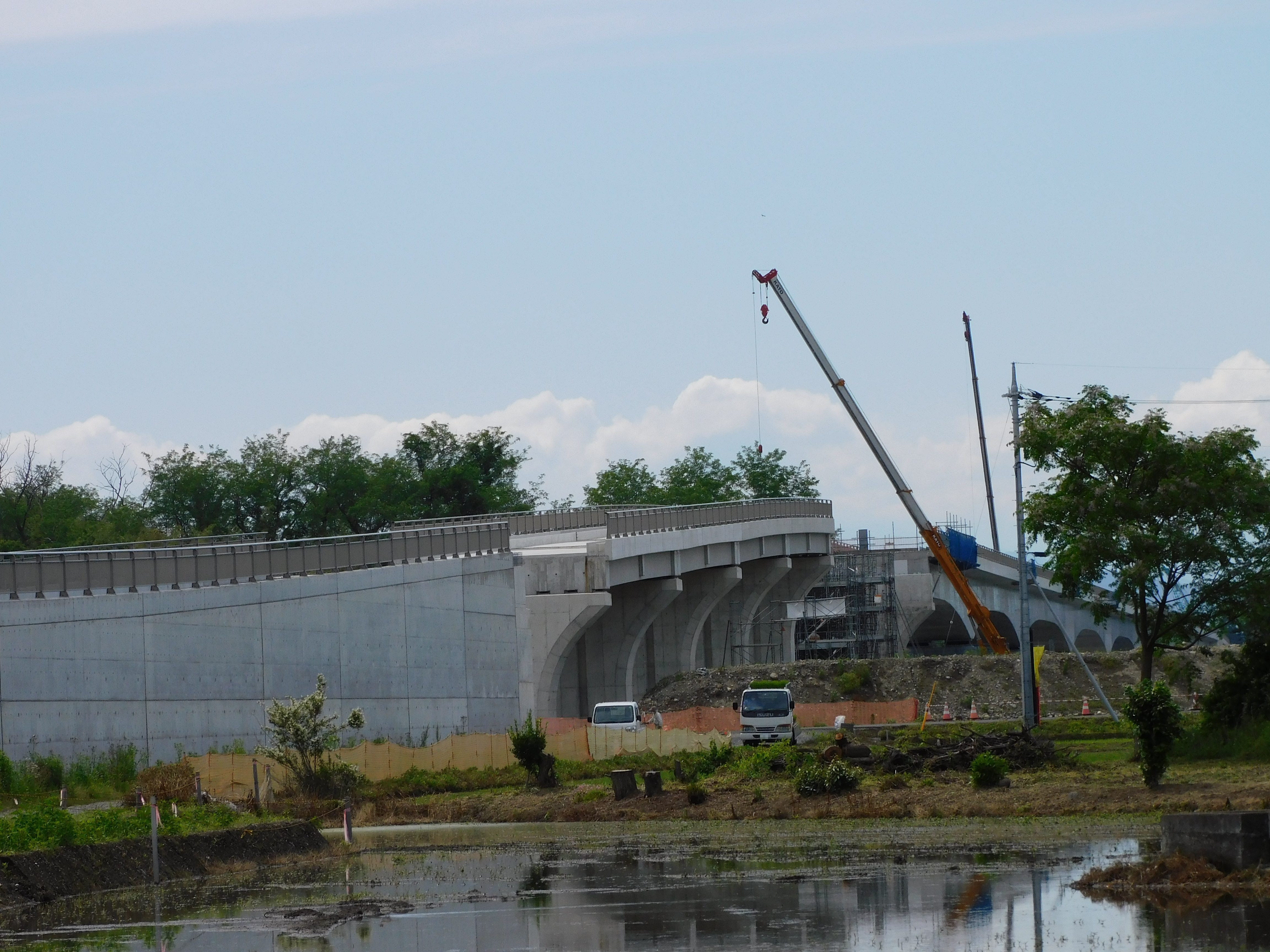
工事中の鬼怒川橋梁

2018年（平成30年）3月20日、国土交通省は宇都宮芳賀ライトレール線の優先整備区間にあたる、宇都宮市宮みらいから芳賀郡芳賀町大字下高根沢間の14.6 kmにおいて、工事施行認可を行った。3月22日には栃木県も都市計画事業を認可したため、着工に向けた手続きは完了した。
そして、年度を跨いだ同年5月28日、宇都宮駅東口において起工式が挙行され、同年6月4日に鬼怒通りにおいてLRT最初の工事となる中央分離帯撤去作業が始まり、宇都宮芳賀ライトレール線の工事が本格的にスタートした。同年9月からは宇都宮清原工業団地内での路盤工事が、10月からは竹下町の竹下高架橋工事が、11月からは鬼怒川橋梁と車両基地が着工され、大規模施設の工事も順次着工されていった。
検討初期段階での優先開業区間の総事業費は260億円（全区間で383億円）を見込んでいたが、運行車両数の見直し、平出町付近のルート変更、快速運転のための設備追加などにより、約406億円へ上方修正された。さらに軌道運送高度化事業の申請時点では458億円となり、うち246億3400万円は社会資本整備総合交付金の助成を受け、残りを一般公共事業債で調達することとなった。

### 工事の遅れと事業費の増加
しかし、2018年（平成30年）5月の優先整備区間における工事着手後に複数の立体交差区間などで地盤補強工事が必要となり、加えて停留場などのバリアフリー対策が必要となった。さらに電気やガスなどの地下埋設物（配管）の補償の見直しが行われ、地権者との接触が新型コロナウイルス感染症（COVID-19）の流行拡大の影響で遅れた。用地取得率は2020年（令和2年）12月末段階で95％に達し、整備区間のうち約8割で工事に着手していたが、依然として未取得の事業用地の取得に今後1年程度さらに時間がかかる見通しとなり、2022年（令和4年）の開業が困難となった。なお、2021年（令和3年）時点の事業費は約684億円となり、2014年（平成26年）時点の総事業費約458億円の1.5倍に増加した。
また、2023年（令和5年）3月の開業を目指し工事が進行することを発表した。
| 理由                                       | 増加額    |
| ------------------------------------------ | --------- |
| 現地の施工条件等への対応                   | ＋102億円 |
| 建設需要の増加などの社会情勢の変化         | ＋35億円  |
| 安全性・利便性の向上など                   | ＋46億円  |
| 地下埋設物等の移設                         | ＋35億円  |
| 軌道（レール等）構造の仕様を見直し（減額） | －27億円  |
| 総額                                       | ＋191億円 |

### 事業費増額の理由
出典：
現地の施工条件等への対応（＋102億円）
- 地質調査・用地測量への対応
  - 地質調査の結果、鬼怒川橋梁や野高谷立体といった高架構造物区間や車両基地など、構造物を支える杭基礎の長さの変更や地盤改良の深層化等で47億円の増額
  - 用地測量の結果、買収面積や補償物件数による用地費用の増加で31億円の増額

- 現地の施工条件への対応 
  - 鬼怒通りなどの交差点改良部の交通処理の強化等で17億円の増額
  - 変電所の位置変更に伴うケーブルの延長や、埋設の深さの変更などで7億円増額

建設需要の増加などの社会情勢の変化（＋35億円）
- 建設需要の増加
  - 積算基準の改定に伴う現場管理費等の増加や物価高騰による労務資材価格の変化で26億円の増額

- 豪雨災害対策の強化
  - 車両基地の盛土のかさ上げ、擁壁の追加で9億円の増額

安全性・利便性の向上など（＋46億円）
- 安全対策等の強化（隣接する歩道のバリアフリー化，停留場への監視カメラの設置、車両基地内における車両の進行方向を切替える機器の見直し等）で26億円の増額
- HU300形車両の仕様の変更（車椅子スペース等の確保に係る車両長延長、独自性の高いデザインの採用、車内外カメラの増設など）で14億円の増額
- 停留場の運行表示板や光ファイバーケーブルなどの通信機器のデジタル化で5億円の増額
- 車両の全扉からの乗降が可能となる運賃収受方法（信用乗車方式）の採用、地域連携ICカード「totra」に対応したシステムの導入で4億円の増額

地下埋設物等移設費（＋35億円）
- 施設管理者との協議等の結果、工事に支障となるケーブルや配管類など、地下埋設物等の移設で35億円の増額

減額（－27億円）
- 軌道（レール、路盤）構造の仕様を見直しで27億円の減額

### 開業時期の更なる遅れ

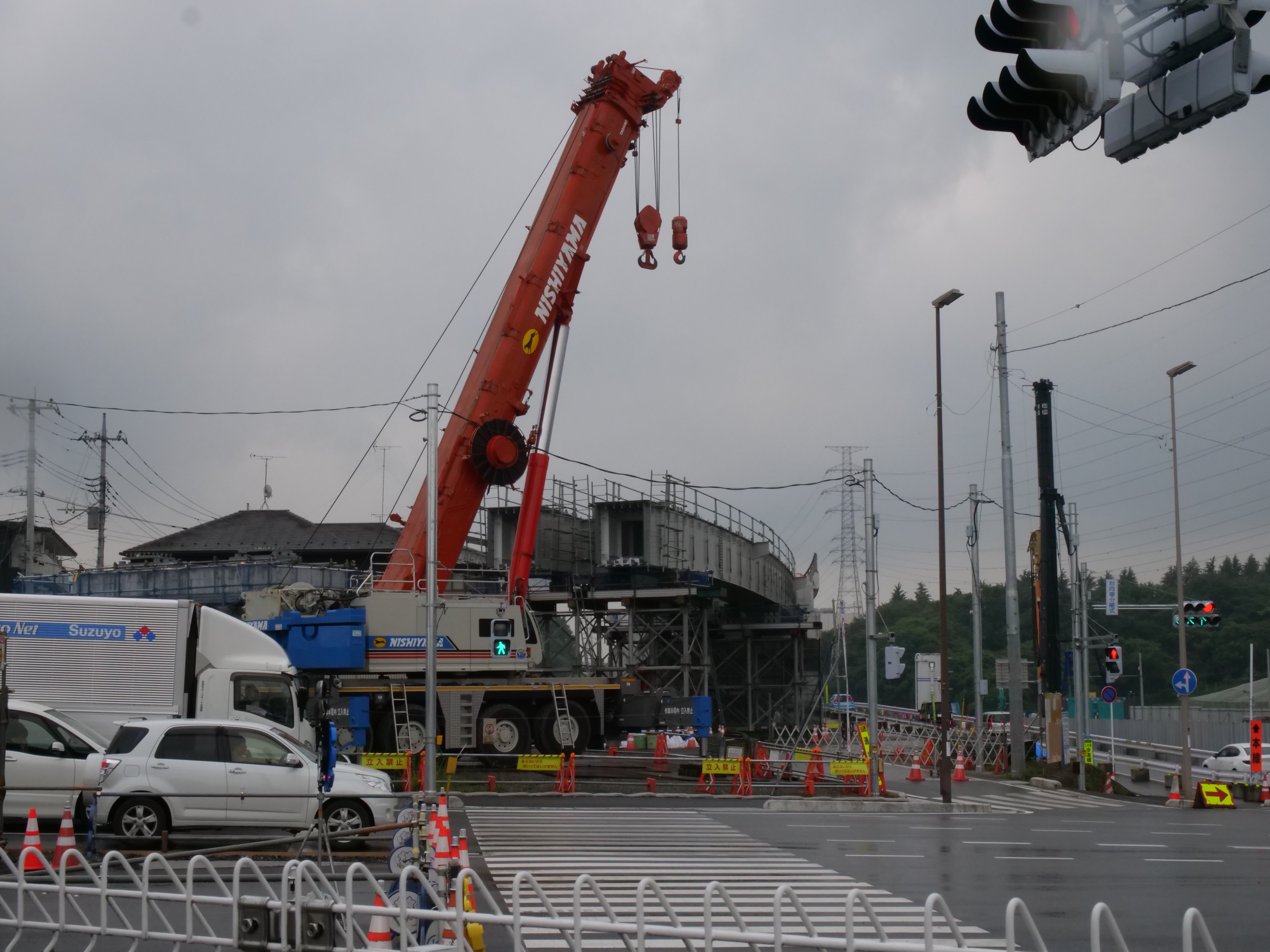
野高谷交差点架道橋（2022年5月21日撮影）

2022年（令和4年）5月28日に、『下野新聞』は宇都宮市と芳賀町がLRTの開業予定を2023年（令和5年）3月から数か月延期させる意向である事を報道した。理由は、グリーンスタジアム前停留場〜ゆいの杜西停留場間の野高谷（のごや）交差点架道橋の工事において、現道栃木県道64号宇都宮向田線の拡幅及び地下埋設物の移設が、渋滞の発生を避けるため交通規制範囲を当初計画より縮小したことによって、本来2021年（令和3年）7月に引き渡す予定が、10月まで遅延したためである。
それ以降の工事も大型建設機械の調達難や作業員不足により遅れを取り戻せず、結果として2022年（令和4年）に至るまでに工事が2 - 3か月遅延しており、3月の開業予定へ向けた試運転や乗務員習熟運転等のスケジュールが確保できないためであるとしている。
工事が進んだ区間のみ先行的に開業させる案もあった。6月16日の宇都宮市議会本会議一般質問で、佐藤栄一市長は開業時期の速やかな公表を求める議員からの質問に対し、「工事のスケジュールを精査し、国土交通省、栃木県、芳賀町、宇都宮ライトレールなど関係各機関と調整の上、部分開業も含めて検討したい」と部分開業を視野に入れて検討する意向を表明した。工事遅延区間にかからず、かつ折り返し運転が可能な清原工業団地内にあるグリーンスタジアム前停留場 - 宇都宮駅東口停留場間での部分開業が見込まれていた。

### 開業時期の決定
2022年（令和4年）8月13日に、優先整備区間について下野新聞は宇都宮市と芳賀町が2023年（令和5年）8月中に、全区間を開業させることで合意（開業時期の確定）したと報道した。工事の遅れに伴う追加の負担増はないとされていたため、延期に伴う開業時期がいつになるのかが焦点となっていた。宇都宮市で検討されてきた先行開業については、共同事業者の芳賀町との関係や費用対効果などを総合的に考慮した上で、約5か月遅れでも全線開業するのが妥当だと判断された。
2023年（令和5年）6月2日、宇都宮市と芳賀町は宇都宮市議会における議員協議会及び記者会見において、開業日を2023年（令和5年）8月26日とすることを正式に発表した。8月26日は土曜日の大安で、事業の進捗や開業へ向けた諸手続き等を勘案した上で設定された。開業が土曜日となった理由は、週末に開業させることにより、開業記念で開催されるイベントを多くの市民に楽しんでもらうためであると明かしている。また、同日には前年11月に起きた脱線事故の最終調査報告が取りまとめられており、それを踏まえた上での発表となった。

### 優先整備区間の開業

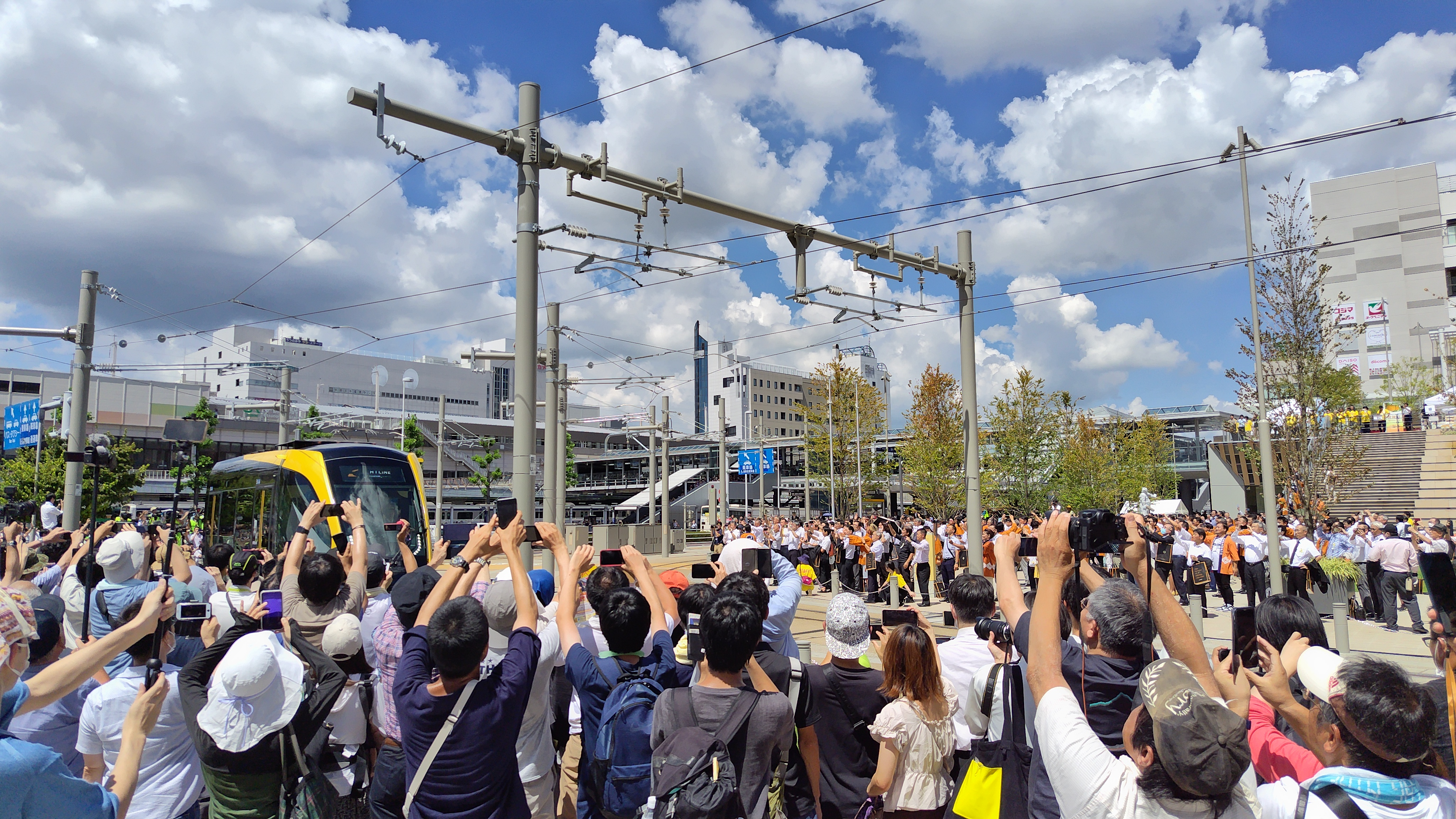
宇都宮駅東口停留場を出発する開業記念特別列車（2023年8月26日）

2023年（令和5年）8月26日（土曜日）、本路線の優先整備区間宇都宮駅東口 - 芳賀・高根沢工業団地間14.6kmが予定通り開業を迎えた。
開業日当日の流れとして、まず午前10時より宇都宮駅東口停留場に隣接するコンベンション・センター「ライトキューブ宇都宮」の大ホールにおいて、宇都宮市長佐藤栄一、芳賀町長大関一雄らが登壇する「開業式」が執り行われ、市民らが寄せ書きした開業記念の旗「ライトラインフラッグ」を披露した。この後、午前11時10分より、宇都宮駅東口停留場ホームにおいて「発車式」が執り行われ、テープカットを実施した。
そして午前11時40分過ぎ、宇都宮市長や芳賀町長、公募で選ばれた子供と前述した「ライトラインフラッグ」を載せた開業記念特別列車（HU300形HU301編成）が、宇都宮ライトレール常務取締役の号令のもと、芳賀・高根沢工業団地へ向け出発した。沿線の鬼怒通りでは、地元高校生により、電車に合わせてチアリーディングやダンスが披露されるパレードが行われた。平石停留場、グリーンスタジアム前停留場、芳賀・高根沢工業団地停留場ではライトラインフラッグを地元の人々に授与する「ライトラインフラッグ授与式」が執り行われたほか、飛山城跡停留場では地元消防団による放水のパフォーマンスが行われるなど、一番列車は沿線住民による熱烈な歓迎を受けた。
午前11時40分から午後2時にかけては、平石停留場を発着し宇都宮駅東口や芳賀・高根沢工業団地との間を往復する特別列車に、抽選で選ばれた中学生までの子供が体験乗車する「キッズ・ジュニア先行乗車企画」が催されたのち、午後3時より一般の乗客が乗車できる旅客列車の運転を開始し、宇都宮芳賀ライトレール線は正式に開業を迎えた。宇都宮駅東口停留場から発車する15〜17時台の列車に乗車するためには整理券（1列車当たり120枚発行した）が必要とされたが、26日午前8時の配布を前に徹夜組を含めて全国から集結した鉄道ファンによる長蛇の列ができ、配布開始時には555人余りが並んでいた。最終的に用意していた1,200人分全てを配布し切った。また、終日15分間隔で運転する特別ダイヤでの運行となった。最終的に、開業日当日の発車式一般観覧エリアやパレードへの来場者数は2万人以上、営業運転が行われた15時から最終の23時台までの電車の利用者数は8,000人余りを数える大盛況となった。

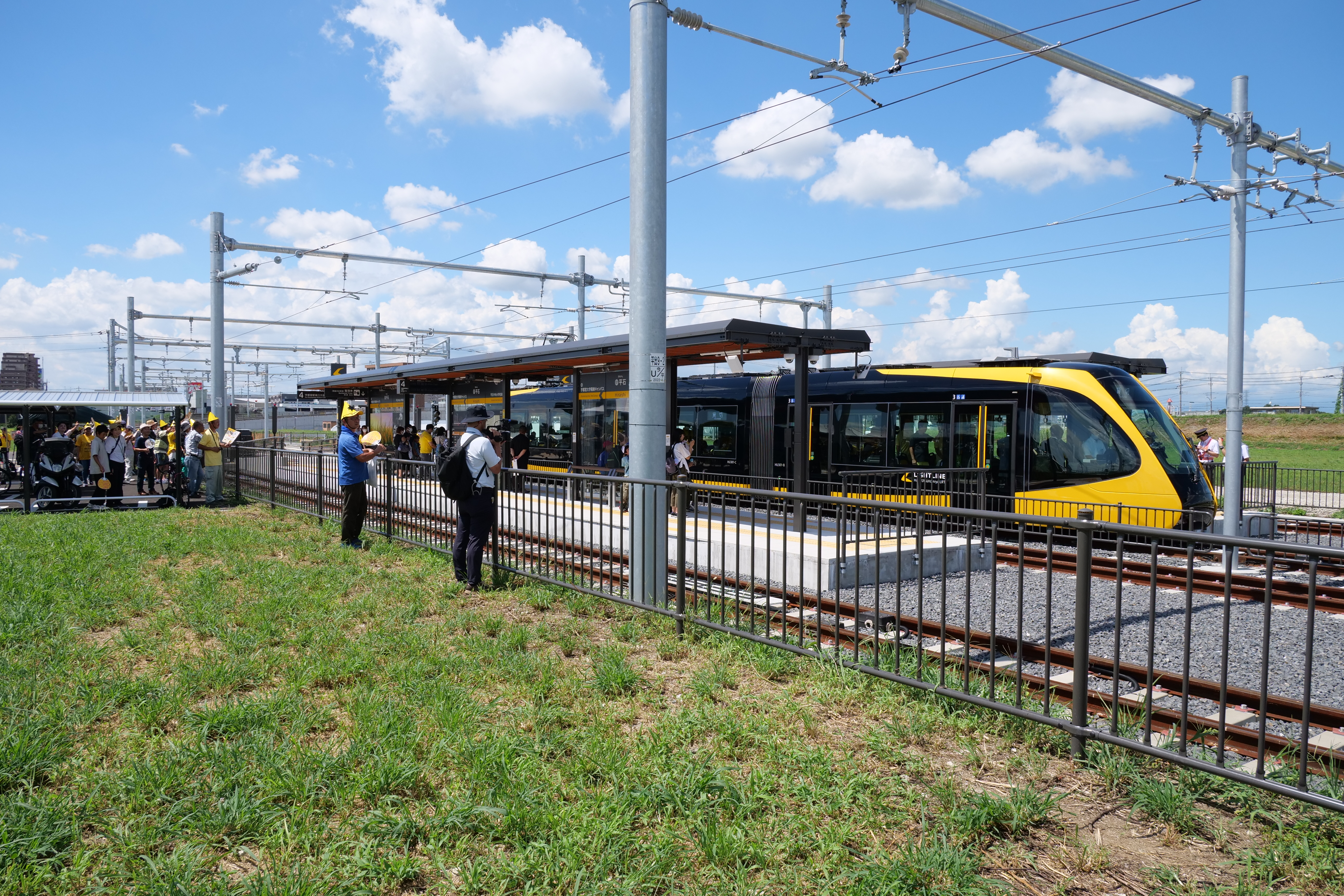
「ライトラインフラッグ授与式」が行われた平石停留場と開業記念特別列車（2023年8月26日）
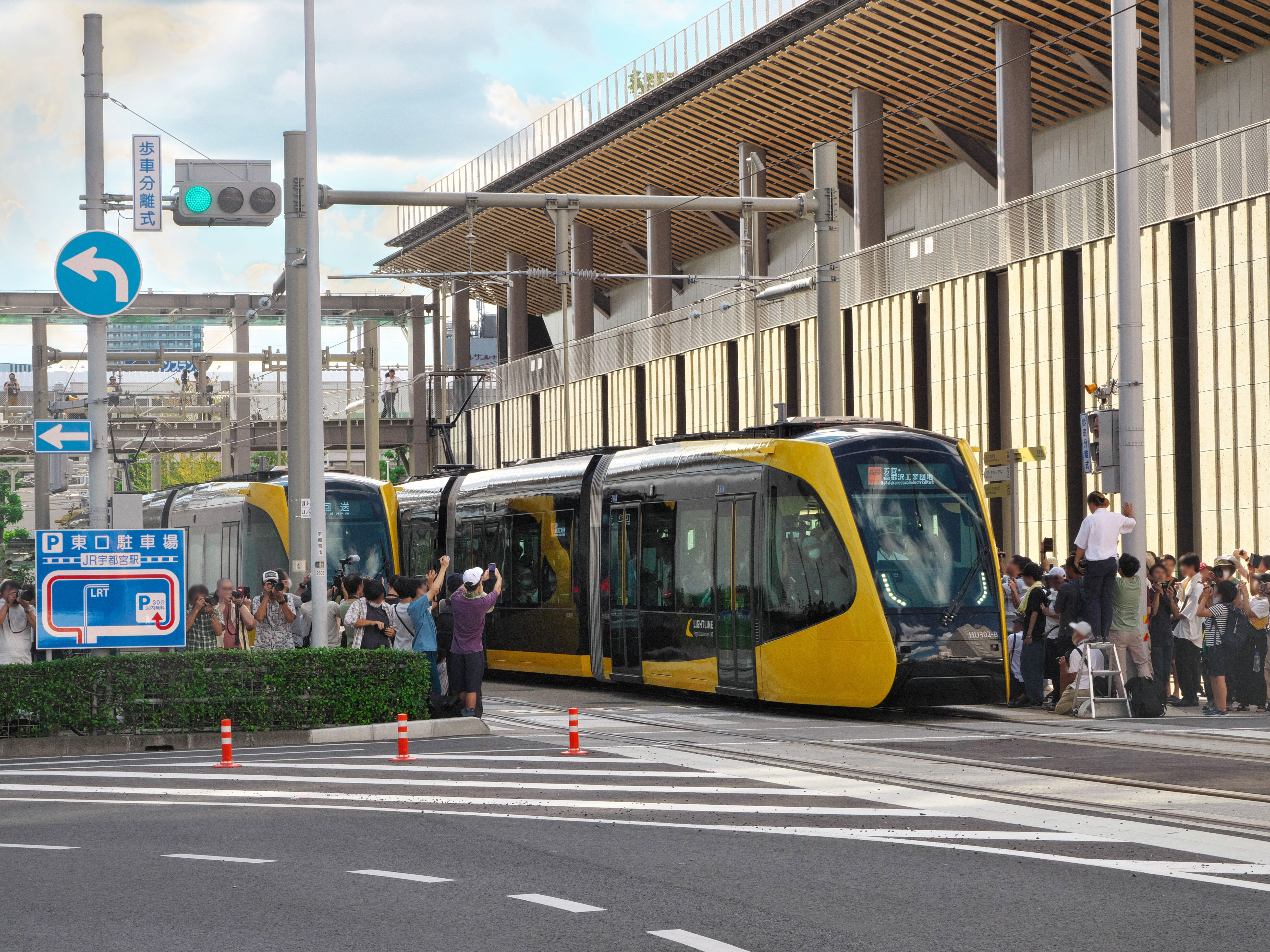
大勢の見物人に見送られながら芳賀・高根沢工業団地へ向かう営業一番列車（2023年8月26日）
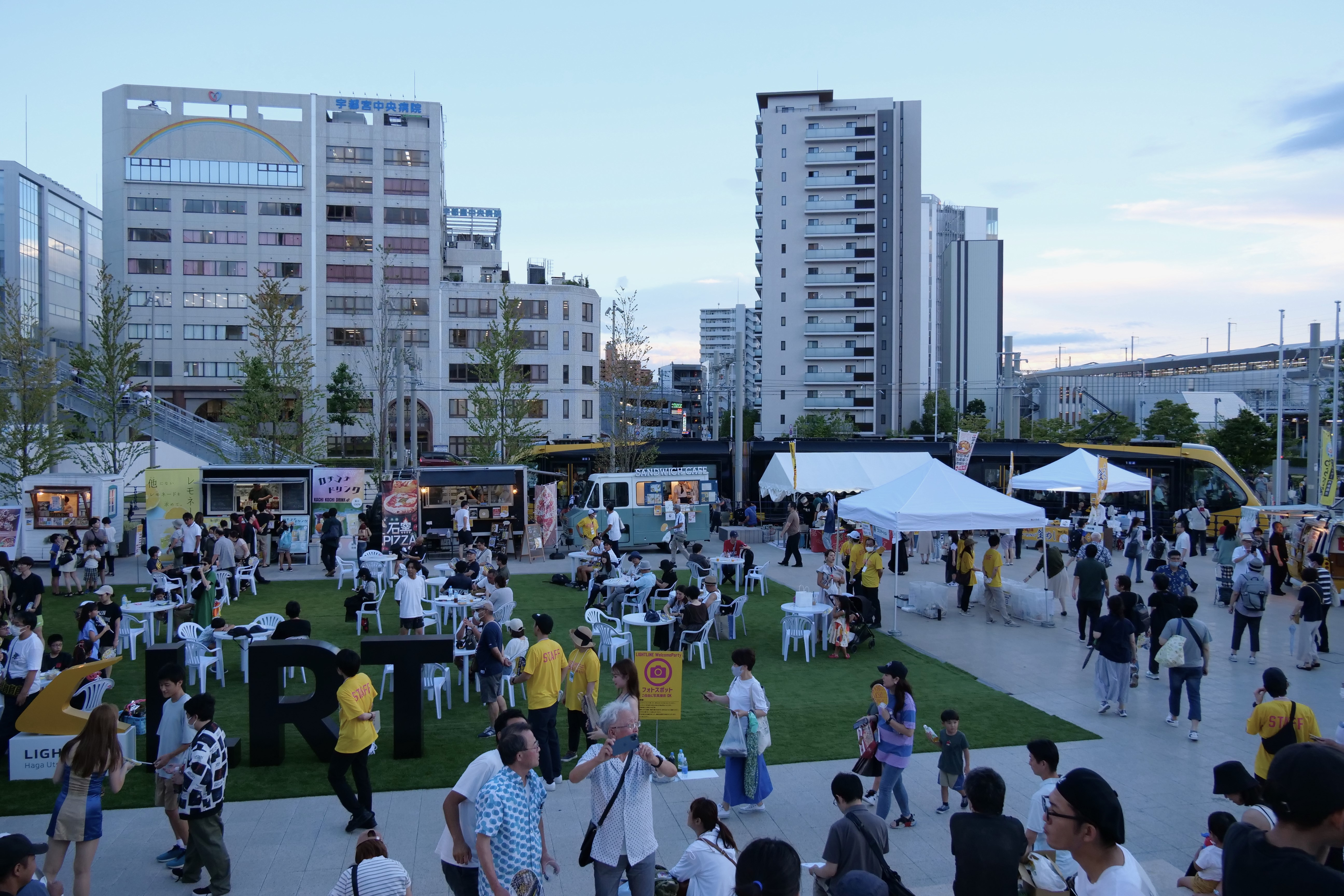
開業記念イベント「LIGHTLINE Welcome Party」の様子（2023年8月26日）

翌日8月27日（日曜日）からは通常の運行ダイヤでの運転を開始した。27日の利用者数は当初の開業1年目の需要予想（平日12,800人、休日4,400人）を遥かに上回る19,000人余りに達し、現金利用者が運賃の支払いに手間取ったことなどによる遅延が常態化したことが問題となった。それ以降も利用は順調に推移し、開業から11日間の平均では平日はほぼ当初の需要予想通りの約13,000人が、休日は利用予測を上回る約16,750人が利用している。開業から1か月間の累積利用者数は約42万人に達している。しかし、休日の利用についてLRTに乗ることだけを目的に乗車する「開業特需」によるものが大きいとされ、今後の利用の定着が課題となっている。宇都宮市や芳賀町ではLRT利用のきっかけを創出するため開業から約1か月を「スペシャルマンスリー」として位置付け、開業記念の大規模イベントを沿線で数多く開催した。特に本田技研工業が主催したイベント「HONDA祭り」や、栃木県グリーンスタジアムにおいて栃木SCの試合が行われた9月3日はイベント需要により開業以来最多（のちに更新）となる2万人以上が利用した。11月3日には一日乗車券が発売された。開業から89日が経過した11月15日には、当初の予測より2週間早く累積利用者数が100万人を突破した。現在では沿線住民の足としての利用が定着し、平日は通勤や通学に、休日は沿線商業施設へのショッピングや一日乗車券による観光利用が多くみられる。2025年（令和7年）8月19日、想定より6か月早く累積利用者数が1,000万人を突破した。

### 年表
- 2016年（平成28年）
  - 1月22日：宇都宮市、芳賀町、宇都宮ライトレールが軌道運送高度化実施計画を国土交通省関東運輸局へ申請（軌道法の特許申請）。
  - 9月8日：国土交通省運輸審議会が国土交通大臣へ、宇都宮ライトレールの軌道運送高度化実施計画について認定することが適当であると答申書を提出。
  - 9月26日：国土交通大臣が宇都宮ライトレールの軌道運送高度化実施計画を認定。
- 2017年（平成29年）
  - 7月11日：宇都宮市議会議員協議会で、2017年度着工、2022年3月開業の整備スケジュールを発表。
  - 8月9日：宇都宮市、芳賀町、宇都宮ライトレールが工事施行認可を国（国土交通大臣）に申請。
  - 9月29日：宇都宮市議会9月定例会で工事施行認可申請に伴う市道へのLRT軌道敷設に同意する議案が可決。
  - 10月10日：栃木県議会9月通常会議の最終本会議で軌道敷設工事施行認可申請に同意する議案等が可決。
- 2018年（平成30年）
  - 3月20日 - 国土交通省が優先整備区間の工事施行を認可。
  - 3月22日：栃木県が都市計画事業を認可。
  - 5月28日：優先整備区間の起工式を挙行。
- 2021年（令和3年）
  - 1月25日：宇都宮市建設部が、開業時期の1年延期や総工費の増加を発表[61]。
  - 4月15日：停留場名の候補を決定し、4月19日に提案書を芳賀町と宇都宮市に提出[62]。当初は2020年8月に決定する予定であった[63]。
  - 4月23日：停留場名称が決定[64]。LRT車両の愛称が「ライトライン」に決定[65][66]。
- 2022年（令和4年）
  - 8月23日：開業時期を2023年8月と発表。
  - 11月17日：平石 - 宇都宮駅東口間で試運転を開始[67]。
  - 11月19日：試運転中に脱線事故が発生[68][69][70]。
- 2023年（令和5年）
  - 2月21日：停留場の副停留場名を発表[71]。
  - 3月6日：西側延伸区間の軌道基本設計を担う事業者を選定する公募型プロポーザルの公募を開始（同年4月26日まで申請期間）[72][73]。
  - 3月27日：全区間の工事が完了[74]
  - 4月27日：全区間での試験走行を開始
  - 6月2日：開業日を同年8月26日とすることを発表[3][4]。
  - 6月5日：全区間で乗務員習熟運転を開始
  - 8月8日：関東運輸局が優先整備区間の運賃を認可[23][75]。
  - 8月17日：栃木県知事が国土交通大臣の承認を得て本路線の運輸開始を認可[76][77]。
  - 8月19日：優先整備区間で関係者など向けの試乗会を開始。
  - 8月26日：優先整備区間（宇都宮駅東口 - 芳賀・高根沢工業団地間 14.6 km）開業[1][3][4][50][78]。
  - 9月14日：宇都宮市LRT整備課が、路線の愛称を「ライトライン」に統一すべく芳賀町や宇都宮ライトレールと協議を開始する意向を発表[15]。
  - 9月28日：佐藤栄一宇都宮市長が、路線および事業の愛称も「ライトライン」に統一すると発表[6]。
  - 10月23日：朝ラッシュ時間帯において一部列車の時刻変更、夜間時間帯においては増発と一部列車の延長運転を行う開業後初のダイヤ改正を実施[79]。
  - 11月3日：「ライトライン一日乗車券」の発売を開始[16][80]。
  - 11月15日：累積利用者数が100万人を突破[57][58]。
  - 12月21日：累積利用者が150万人を突破。
- 2024年（令和6年）
  - 2月1日：「ライトライン一日乗車券」をリニューアル[81]
  - 2月8日：累積利用者数が200万人を突破[82]
  - 4月1日：大規模なダイヤ改正を実施。開業後初となる快速列車を設定[83]。
  - 7月22日：ダイヤを改定。一部電車の区間延長、時間変更と増発を行う。
  - 8月19日：駅西側の延伸区間にあたる大通りで地質調査を開始。
  - 9月13日：累積利用者数が500万人を突破[84][85]。
- 2025年（令和7年）
  - 8月19日：累積利用者が1,000万人を突破[60]。

#### 今後の予定
- 2025（令和7）年度中：宇都宮駅西側区間の軌道事業の特許申請。
- 2026年（令和8年）内：宇都宮駅西側区間着工予定。
- 2030年代前半：宇都宮駅西側区間（宇都宮駅東口 - 宇都宮駅西口 - 栃木県教育会館前）開業予定。

## 運行形態
平日の朝ラッシュ時に快速列車（後述）が設定されている以外はすべて各駅停車のみの運行である。運転間隔はラッシュ時（おおよそ平日6 - 9時、17 - 19時）が概ね6 - 8分間隔、それ以外のオフピーク時（平日の上記時間帯以外および休日）は12分間隔で運行されている。
運行時間帯は平日が4時台から24時台、土休日は5時台から23時台である。宇都宮駅を発着する東北新幹線の運行時間帯に合わせており、同路線の上り東京方面への始発列車と、宇都宮駅に到着する最終の下り列車に接続する列車が設定されている。
各駅停車の起点の宇都宮駅東口から終点の芳賀・高根沢工業団地までの所要時間は平日ダイヤが約44分、休日ダイヤが48分と設定している。
全線運行を基本とするが、ラッシュ時や深夜早朝時間帯を中心に平石・グリーンスタジアム前から宇都宮駅東口または芳賀・高根沢工業団地間までの区間列車が運転されている。休日やイベント時にも宇都宮駅東口から平石やグリーンスタジアム前間のみで運転される臨時列車が設定される場合がある。
なお、開業から2024年3月までの一定時期は、開業直後であり運賃収受等に時間を要することを想定し、優等列車を運転せず各駅停車のみの運行とした「特別ダイヤ」を設定し余裕を持たせたダイヤとしていた。

### 快速運行

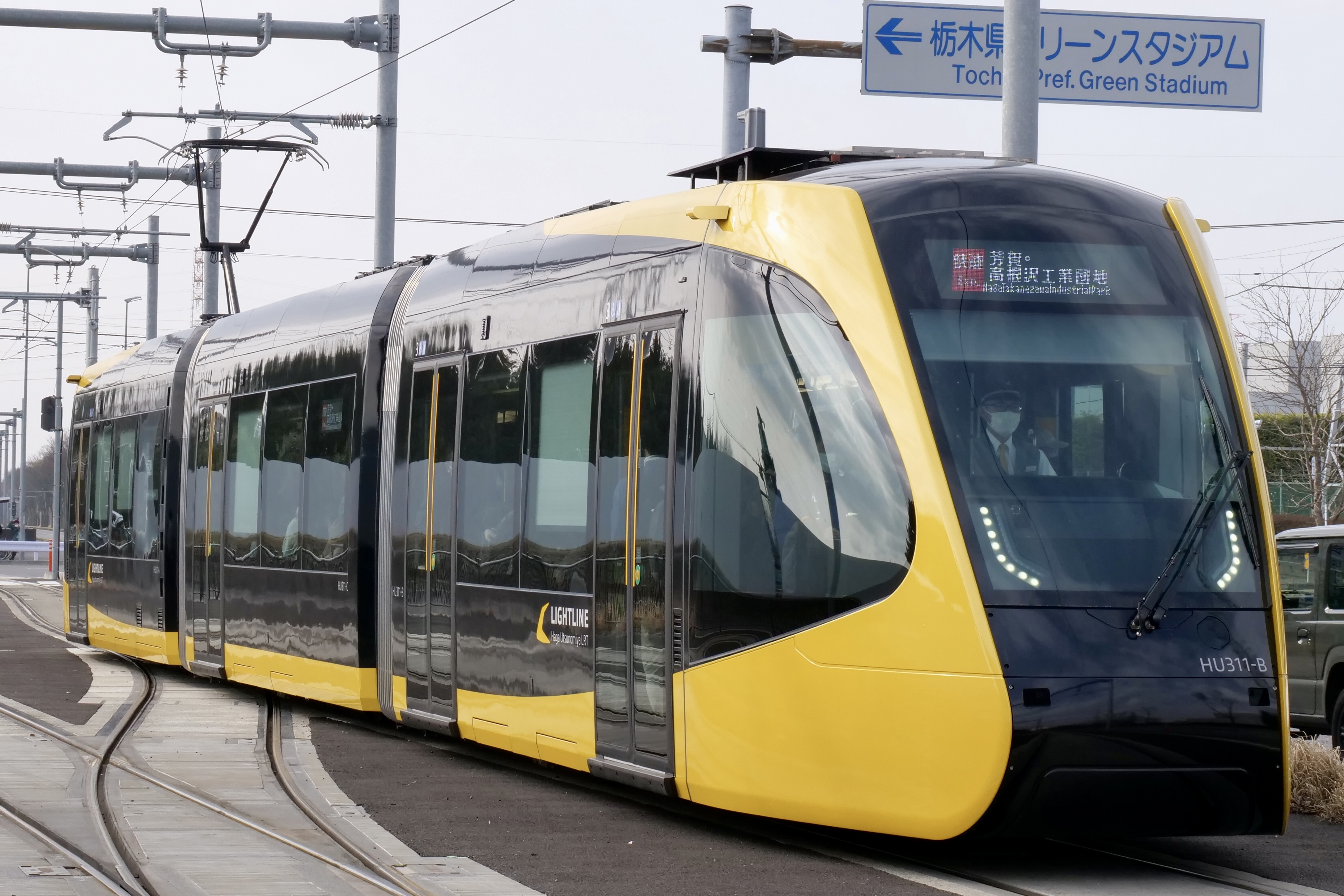
快速電車（2024年4月）

2024年（令和6年）4月1日のダイヤ改正より本路線で初めて通過駅を持つ種別である「快速」が新設された。朝ラッシュ時間帯の午前6時台後半から午前7時台の下り方面、1日2本のみの運行で、停車駅は宇都宮駅東口停留場、宇都宮大学陽東キャンパス停留場、平石停留場、清陵高校前停留場と、清陵高校前から終点の芳賀・高根沢工業団地停留場までの各駅で、それ以外の6つの停留場は通過となる。
なお、平石停留場とグリーンスタジアム前停留場は、快速列車が普通列車を追い抜ける構造となっており、日本の路面電車としては初めての設備として整備されたが、2024年（令和6年）4月時点では緩急接続を行う列車は存在せず、全列車が終点まで先着する。
快速は宇都宮駅東口 - 芳賀・高根沢工業団地間を42分で運行する。
2024年（令和6年）4月の快速列車の設定以降、快速の利用は好調であり、同年5月8日から17日までの1編成当たりの平均乗車人数は定員の160人を上回る170 - 180人と激しく混雑している。
通常は途中駅止まりの快速はないが、イベント時に臨時で宇都宮駅東口発グリーンスタジアム前行の快速が設定されたことがある。

### 使用車両
HU300形が開業に際して17編成51両導入された。 通常塗装以外にラッピング車両が運行されることもある。

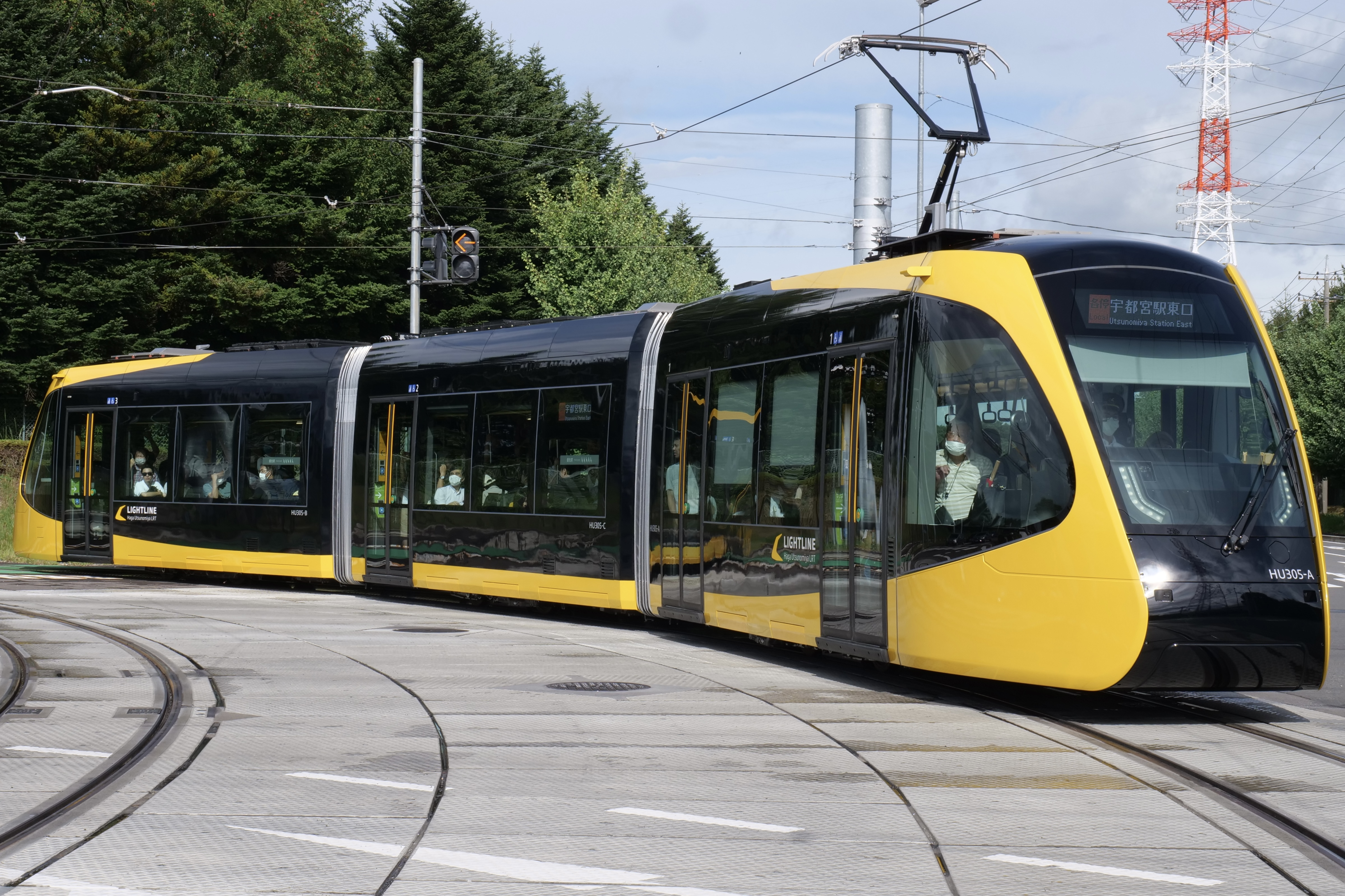
HU300形車両「ライトライン」 （2023年8月 清原地区市民センター前停留場）

## 乗車制度
現金で運賃を支払う場合は、停留場に設置された発券機から乗車整理券を受け取り、先頭車の一番前の扉から乗車し、降りる時も先頭車の一番前の扉から、運賃箱に整理券と運賃を投入したうえで降車する（前乗り前降り）。
ICカード乗車券は、地域連携ICカードのtotra（後述）のほか、SuicaやPASMOなどの全国相互利用が可能な交通系ICカードを利用できる。ICカードを利用する場合は全てのドアから乗降ができ、乗車時と降車時にそれぞれドア横のICカードリーダーにカードをタッチして利用する。なお、日本の路面電車における信用乗車方式の採用は当路線が初である。

### totra
2019年（令和元年）7月31日に、宇都宮地域の交通事業者（宇都宮ライトレール、関東自動車、JRバス関東）が導入するICカードに、東日本旅客鉄道とソニーが開発する「地域連携ICカード」を採用することが発表された。カードの名称は「Totra（トトラ）」「Lococa（ロコカ）」「Nexca（ネクスカ）」の3案から投票が行われ、最も得票率が高かったトトラが採用された（頭文字は小文字となった）。
「totra」の名称は「総合的（total）」「輸送（transportation）」の頭文字からとったもので、カード表面は澄みきった空の色を写す車窓をイメージしたデザインとした。三つの曲線で描いた「o」には、バス、次世代型路面電車（LRT）、鉄道をつなぐ意味が込められている。「totra」は、JR東日本のSuicaの乗車券・電子マネー機能を備える。
当路線の定期券はtotraで発行されている。また、totra利用者限定で、運賃利用額の2%がポイントで貯まり、貯まったポイントが運賃利用額を上回った場合自動で使用される交通ポイントサービスが実施されているほか、路線バスと乗り継ぐと100円、地域内交通と乗り継ぐと200円割引される乗り継ぎ割引制度が設定されている。totra利用者であれば事前登録などは不要で運賃支払い時に自動で適用される。
宇都宮ライトレール単独のtotra定期券は、宇都宮ライトレールの定期券売り場（宇都宮駅東口停留場に併設のものと平石車両基地の管理棟に設置している）にて販売している。
路線バスとtotraの連絡定期券は、関東自動車と連絡するものは関東自動車宇都宮駅前定期券センターの窓口で、JRバス関東と連絡するものはJRバス関東の宇都宮支店と西那須野支店の窓口において、それぞれ発売しており、宇都宮ライトレールの窓口では取り扱っていない。
JR線との連絡定期券を購入したい場合、まず宇都宮ライトレールの区間の定期券を宇都宮ライトレールの窓口で購入してから、JRのみどりの窓口に持ち込みJRの区間の定期券を追加して発行する必要がある。JR東日本以外の鉄道事業者（東武鉄道など）との連絡定期券は発売していない。

### 一日乗車券
2023年（令和5年）11月3日より宇都宮芳賀ライトレール線の全線が乗り放題となる「ライトライン一日乗車券」の発売が開始された。価格は大人1,000円、小児500円で、ほかにも宇都宮餃子会の直営店や沿線の餃子店で使用できる300円分の金券がついた1,300円の餃子券付きの乗車券もラインナップされた。一日乗車券利用者は車両のすべてのドアから乗降可能で、乗車券を首にかけて周りから見えるよう使用する。乗車券は紙券タイプで前述した定期券売り場で販売されている。また、利用者への特典として、沿線の21の飲食店などで本券を呈示するとドリンクのサービスや商品の割引が受けられる。
2024年（令和6年）2月1日より値段据え置きのまま得られる特典の内容をさらに拡充し、デザインをリニューアルして発売している。同年4月20日からは、芳賀町工業団地管理センター前から「道の駅はが」最寄りの芳賀温泉ロマンの湯バス停までのJRバス関東の路線バスを1往復分無料で利用できる乗車券「無料バスチケット」がすべての一日乗車券に付いた。

## 既存公共交通の再編

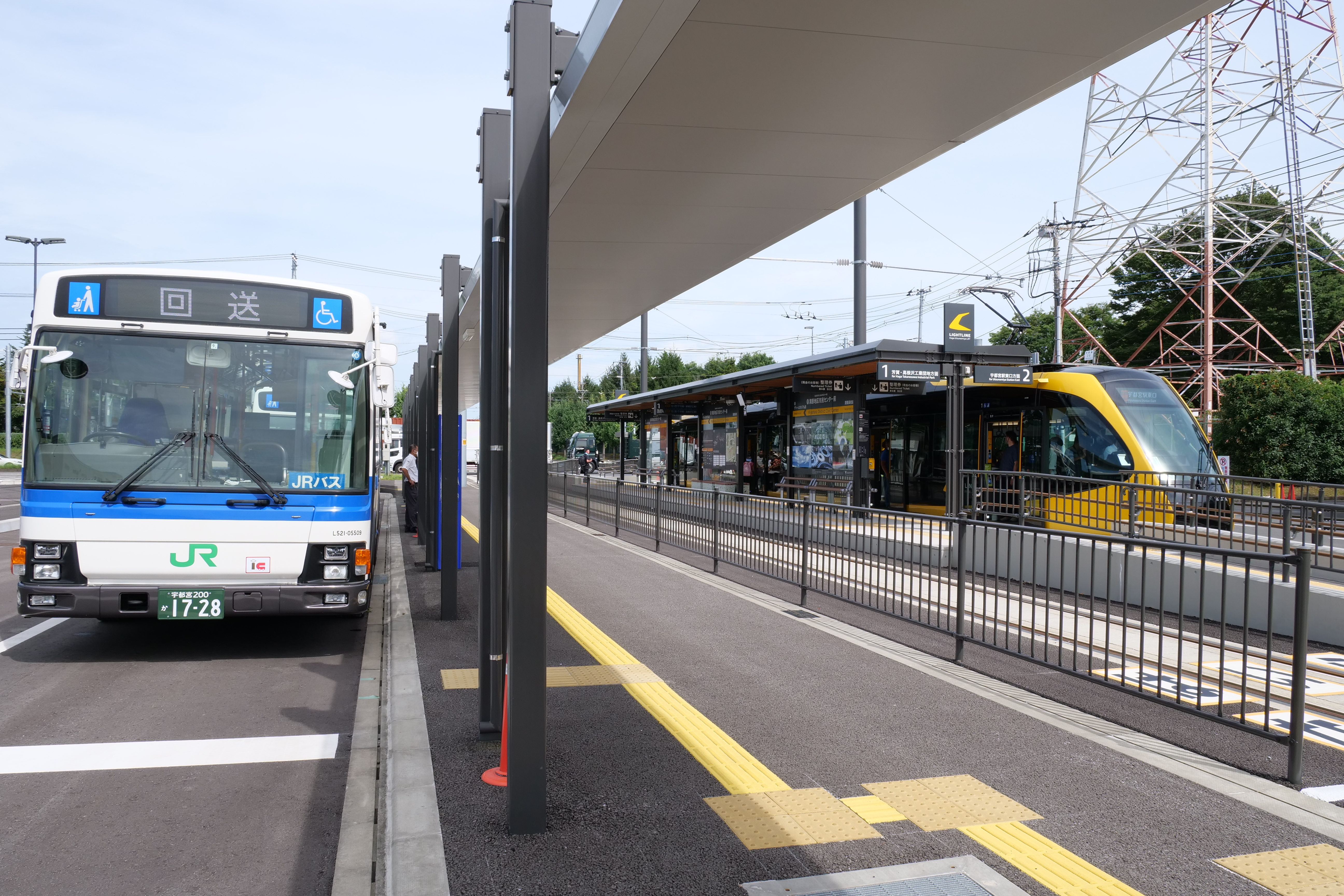
清原地区市民センター前停留場におけるLRTと路線バス（JRバス関東）との接続

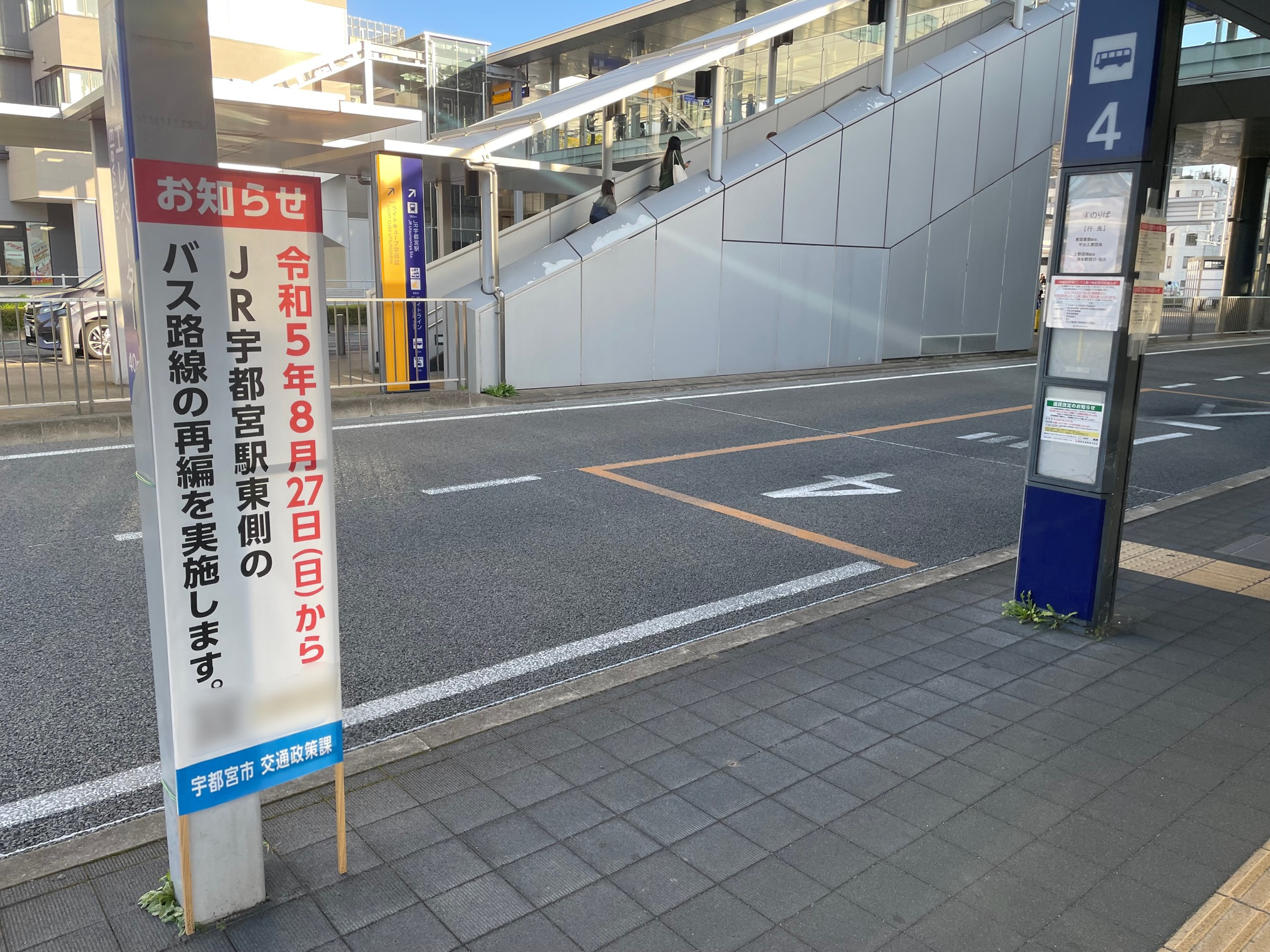
バス路線の再編を知らせる看板が設置された宇都宮駅東口バスターミナル（2023年9月撮影）

開業に当たってLRTを基幹交通とし、バス網を再編している。再編に当たってはルートと重複する既存の関東自動車やJRバス関東によるバス路線および企業によるシャトルバスは他路線に振り向け、新しくフィーダーバス系統が新設された。なお、都市拠点と地域・観光拠点を結ぶ幹線バスについては一日当たり60本の運行・時間帯の拡充・郊外の人口集積地をカバーする路線の整備が検討されている。
これらのフィーダーバス路線は、本路線の開業翌日にあたる2023年（令和5年）8月27日より運行を開始している。詳細は宇都宮市、関東自動車 、JRバス関東の公式ホームページを参照されたい。
なお、フィーダーバスの利用状況は芳しくない状況にあり、特に芳賀町工業団地管理センター前を発着する系統の利用状況は開業2か月間の平均で平日1日あたり34.8人（一便あたり0.99人）、休日は29.3人（一便あたり1.95人）と、開設3年後の目標値の平日1日当たり430人、休日180人には遠く及ばない状況である。なお、バス路線の利用を定着させるには開設後最低でも3年必要とされ、今後は利用状況に合わせた利用促進策やサービスの見直しなどを適宜行う予定である。また、2024年（令和6年）10月31日には、芳賀工業団地内の循環線（北ルート・南ルート）が利用状況を理由に廃止に追い込まれており、好調であるLRTの利用状況と裏腹に接続するフィーダーバスの利用不振は課題になりつつある。
新設路線
- 宇都宮大学陽東キャンパストランジットセンター（ベルモール前）発着の平出・ベルモール東循環線（栃木県道158号下岡本上三川線〈辰街道〉・産業通りを経由、関東自動車東野平出営業所が所管）
- 清原地区市民センター前トランジットセンター発着の清原工業団地内循環線（北循環・南循環、宇都宮市が運行し、ジェイアールバス関東宇都宮支店が委託）
- 清原地区市民センター前トランジットセンターから市貝町赤羽工業団地を経由し、真岡鐡道真岡線市塙駅へ向かう路線（清原・市塙線、ジェイアールバス関東宇都宮支店が運行）
- 芳賀町工業団地トランジットセンターから赤羽工業団地を経由し、真岡鐡道真岡線市塙駅へ向かう路線（芳賀・市塙線、ジェイアールバス関東宇都宮支店が運行）
- 岡本駅から平出工業団地内を経由しベルモール前を結ぶ路線（岡本駅東口線〈岡本駅 - 御幸交番前 - ベルモール前〉、関東自動車東野平出営業所が運行）

経路変更路線
- JR宇都宮駅東口とベルモールを結ぶ路線の経由道路を、栃木県道64号宇都宮向田線（鬼怒通り）から国道123号（水戸街道）へ変更（駅東口・ベルモール線〈宇都宮駅東口 - 宇大前 - ベルモール〉、関東自動車東野平出営業所所管）
- JRバス水都西線（茂木駅 - 市塙駅 - 祖母井 - 鐺山 -  宇大前 - 宇都宮駅 - 東武駅前 - 作新学院前）の大部分を芳賀町工業団地トランジットセンター発着に変更し、LRTと競合する芳賀町 - 宇都宮市街地間の運行本数を大幅に減便、新たに祖陽が丘（うようがおか）住宅団地を循環する系統を新設
  - 水都西線は、2025年（令和7年）9月30日運行分を持って運行終了し、10月1日に廃止される。祖陽が丘循環線は運転を継続。

開設後に廃止された路線
- 2024年（令和6年）10月31日廃止
  - 芳賀町工業団地トランジットセンター発着の芳賀工業団地内循環線（北循環・南循環、芳賀町が運行し、ジェイアールバス関東宇都宮支店が委託）

### 乗継割引制度（LRT・路線バス・地域内交通）
LRT・路線バス・宇都宮市地域内交通の乗継割引を宇都宮市と芳賀町の施策により、地域連携ICカード「totra」利用者限定で実施している。
totraを使ってLRTと路線バス（関東自動車・JRバス関東）を乗り継ぐと、2乗車目の公共交通の運賃から大人100円・小児50円が、地域内交通と乗り継ぐと大人200円・小児100円が割引される。

## 停留場一覧
- 停留場は全て栃木県内に所在。

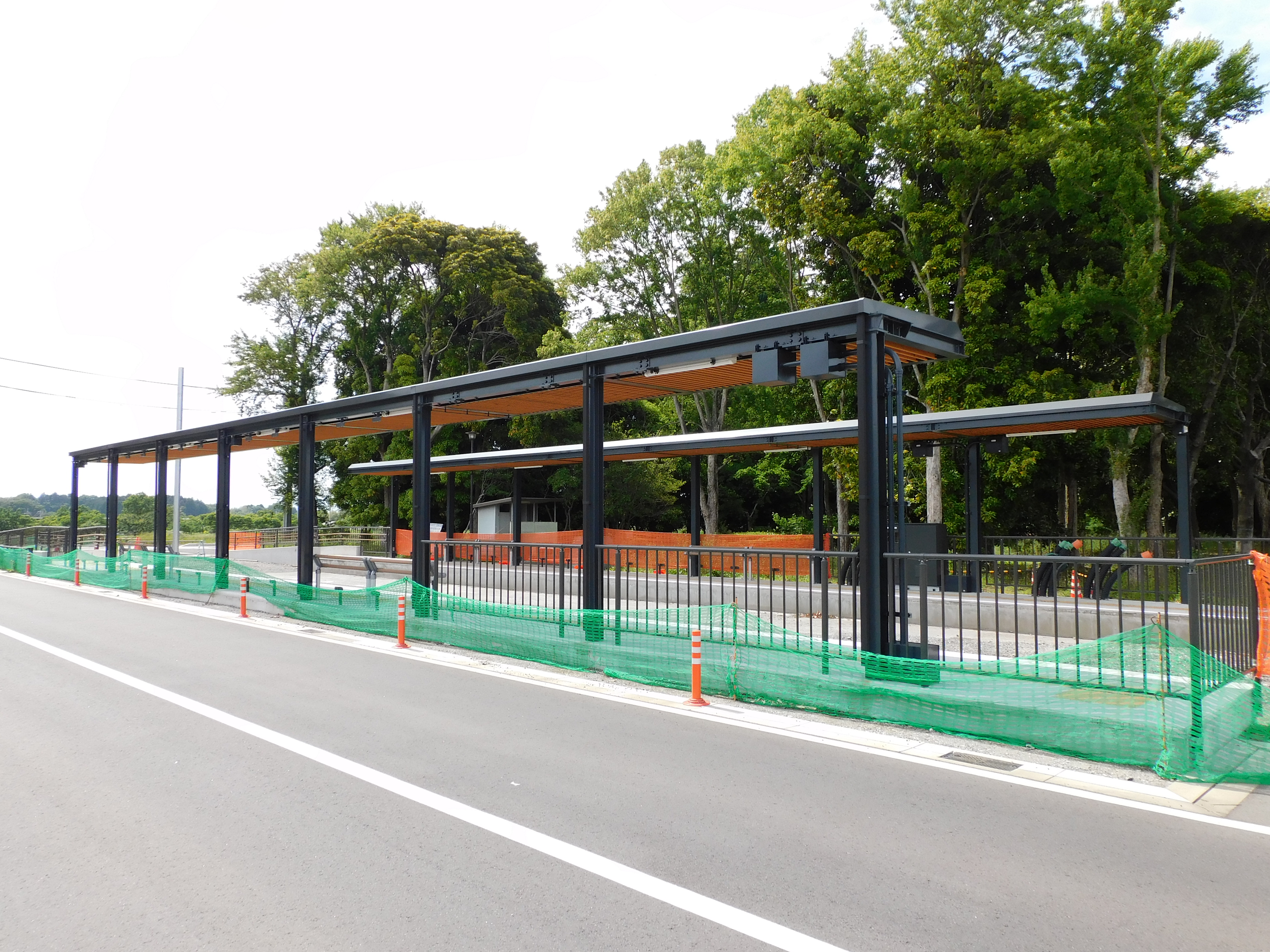
建設中の清陵高校前停留場

- 宇都宮駅東口停留場以外は全て無人駅である。
- 背景が橙色の停留場はトランジットセンターで、バスアンドライド（接続バス停留所）、パークアンドライド（駐車場）、タクシー乗り場、サイクルアンドライド（駐輪場）などが整備される[108][109][110]。
- 軌道…※：グリーンスタジアム前 - ゆいの杜西間に立体交差に伴う専用軌道あり
- 他交通との結節…●：その交通と結節がある、あるいは計画されていることを示す。このほか全停留場に駐輪場を整備[108]。
- なお、停留場の副停留場名称の命名権（ネーミングライツ）が沿線企業に対して募集され、応募があった一部の停留場についてはネーミングライツパートナーにより副停留場名称が付されている[71]。
- 快速は2024年4月1日から運行開始[83]。●：停車、↓：通過（下りのみ運転）。
- 各停は全ての停留場に停車（表中省略）。

| 軌道     | 停留場 番号                                                                   | 停留場名                                             | 営業キロ | 営業キロ | 快速     | 他交通との結節（自転車除く） | 他交通との結節（自転車除く） | 他交通との結節（自転車除く） | 他交通との結節（自転車除く） | 他交通との結節（自転車除く）                                                     | 近隣主要施設・備考                                                              | 所在地   |
| 軌道     | 停留場 番号                                                                   | 停留場名                                             | 駅間     | 累計     | 快速     | バス                         | タクシー                     | Ｐ＆Ｒ                       | 地域内交通                   | 鉄道                                                                             | 近隣主要施設・備考                                                              | 所在地   |
| -------- | ----------------------------------------------------------------------------- | ---------------------------------------------------- | -------- | -------- | -------- | ---------------------------- | ---------------------------- | ---------------------------- | ---------------------------- | -------------------------------------------------------------------------------- | ------------------------------------------------------------------------------- | -------- |
| 併用軌道 | 01                                                                            | 宇都宮駅東口停留場 （ライトキューブ宇都宮前）        | -        | 0.0      | ●        | ●                            | ●                            | ●                            |                              | 東日本旅客鉄道： 東北新幹線・山形新幹線 ■ 宇都宮線（東北本線） ■ 烏山線 ■ 日光線 | ライトキューブ宇都宮 ウツノミヤテラス                                           | 宇都宮市 |
| 併用軌道 | 02                                                                            | 東宿郷停留場                                         | 0.4      | 0.4      | ↓        |                              |                              |                              |                              |                                                                                  |                                                                                 | 宇都宮市 |
| 併用軌道 | 03                                                                            | 駅東公園前停留場 （栃木銀行 宇都宮東支店前）         | 0.4      | 0.8      | ↓        |                              |                              |                              |                              |                                                                                  | 宇都宮駅東公園 宇都宮市体育館 （ブレックスアリーナ宇都宮）                      | 宇都宮市 |
| 併用軌道 | 04                                                                            | 峰停留場 （シーデーピージャパン本社前）              | 0.7      | 1.5      | ↓        |                              |                              |                              |                              |                                                                                  |                                                                                 | 宇都宮市 |
| 併用軌道 | 05                                                                            | 陽東3丁目停留場 （新宇都宮リハビリテーション病院前） | 0.6      | 2.1      | ↓        |                              |                              |                              |                              |                                                                                  |                                                                                 | 宇都宮市 |
| 併用軌道 | 06                                                                            | 宇都宮大学陽東キャンパス停留場 （ベルモール前）      | 0.7      | 2.8      | ●        | ●                            | ●                            |                              | ●                            |                                                                                  | ベルモール 宇都宮大学陽東キャンパス                                             | 宇都宮市 |
| 専用軌道 | 07                                                                            | 平石停留場                                           | 0.9      | 3.7      | ●        |                              | ●                            | ●                            | ●                            |                                                                                  | 退避可能停留場 車両基地隣接                                                     | 宇都宮市 |
| 専用軌道 | 08                                                                            | 平石中央小学校前停留場                               | 0.5      | 4.2      | ↓        |                              |                              |                              | ●                            |                                                                                  | 宇都宮市立平石中央小学校                                                        | 宇都宮市 |
| 専用軌道 | 09                                                                            | 飛山城跡停留場 （アキモ前）                          | 1.9      | 6.1      | ↓        |                              |                              |                              | ●                            |                                                                                  | 飛山城跡                                                                        | 宇都宮市 |
| 専用軌道 | 10                                                                            | 清陵高校前停留場 （作新大・作新短大前）              | 1.3      | 7.4      | ●        |                              |                              |                              |                              |                                                                                  | 作新学院大学 県立宇都宮清陵高校                                                 | 宇都宮市 |
| 併用     | 11                                                                            | 清原地区市民センター前停留場                         | 0.8      | 8.2      | ●        | ●                            | ●                            | ●                            | ●                            |                                                                                  | 宇都宮市清原体育館[北緯36.545749度0分0秒 東経139.983078度0分0秒] 宇都宮清原球場 | 宇都宮市 |
| 併用     | 12                                                                            | グリーンスタジアム前停留場 （キヤノン前）            | 0.8      | 9.0      | ●        |                              |                              |                              |                              |                                                                                  | 退避可能停留場 栃木県グリーンスタジアム                                         | 宇都宮市 |
| ※        | 12                                                                            | グリーンスタジアム前停留場 （キヤノン前）            | 0.8      | 9.0      | ●        |                              |                              |                              |                              |                                                                                  | 退避可能停留場 栃木県グリーンスタジアム                                         | 宇都宮市 |
| 13       | ゆいの杜西停留場 （阿久津整備前）                                             | 1.7                                                  | 10.7     | ●        |          |                              |                              | ●                            |                              |                                                                                  |                                                                                 | 宇都宮市 |
| 13       | ゆいの杜西停留場 （阿久津整備前）                                             | 1.7                                                  | 10.7     | ●        | 併用軌道 |                              |                              | ●                            |                              |                                                                                  |                                                                                 | 宇都宮市 |
| 14       | ゆいの杜中央停留場                                                            | 0.5                                                  | 11.2     | ●        |          |                              |                              |                              |                              |                                                                                  |                                                                                 | 宇都宮市 |
| 15       | ゆいの杜東停留場 （ホンダカーズ栃木中央 ゆいの杜店前）                        | 0.5                                                  | 11.7     | ●        |          |                              |                              |                              |                              |                                                                                  |                                                                                 | 宇都宮市 |
| 16       | 芳賀台停留場                                                                  | 0.7                                                  | 12.4     | ●        |          |                              |                              |                              |                              |                                                                                  | 芳賀郡 芳賀町                                                                   |          |
| 17       | 芳賀町工業団地管理センター前停留場 （リブドゥコーポレーション栃木芳賀工場前） | 0.5                                                  | 12.9     | ●        | ●        | ●                            | ●                            | ●                            |                              | ジェイアールバス関東宇都宮支店                                                   | 芳賀郡 芳賀町                                                                   |          |
| 18       | かしの森公園前停留場                                                          | 0.9                                                  | 13.8     | ●        |          |                              |                              |                              |                              | かしの森公園                                                                     | 芳賀郡 芳賀町                                                                   |          |
| 19       | 芳賀・高根沢工業団地停留場                                                    | 0.7                                                  | 14.5     | ●        |          |                              |                              |                              |                              | 本田技術研究所 （四輪R&Dセンターなど）                                           | 芳賀郡 芳賀町                                                                   |          |

### 停留場のデザイン
停留場のデザインのコンセプトは、「沿線の歴史と風土を未来へ継承し、沿線住民に愛され、支えられるデザイン」であり、利用者が認識しやすい停留場にするとともに、経済性や維持管理などを考慮した統一した施設とすること、利用者の安全性やバリアフリー性を担保した停留場にするとともに、旅客施設としての快適な待合機能を有し、分かりやすい運行表示に配慮した施設とすること、シンボルとなる車両を引き立てるシンプルなデザインの停留場にするとともに、LRT事業のトータルデザインコンセプト 「『雷都を未来へ』LRTによる未来のモビリティ都市の創造」を表現するカラーリングと芳賀・宇都宮地域の風土を象徴する地場産材を活用する施設とすることを目指している。
プラットホームは、路面からの高さが0.3 m、有効長が30.0 mで、HU300形車両に合わせている。有効幅は、相対式ホームの場合が2.2 m （ただし、宇都宮大学陽東キャンパス停留場は3.28 m）で、島式ホームの場合は3.5 mである。宇都宮駅東口停留場、平石停留場、清原地区市民センター前停留場、グリーンスタジアム前停留場、かしの森公園前停留場、芳賀・高根沢工業団地停留場は両側に乗り場のある島式ホームで整備されているが、これらはルートの起点もしくは終点、および軌道が交差点を右左折する箇所である。

#### 停留場の設備

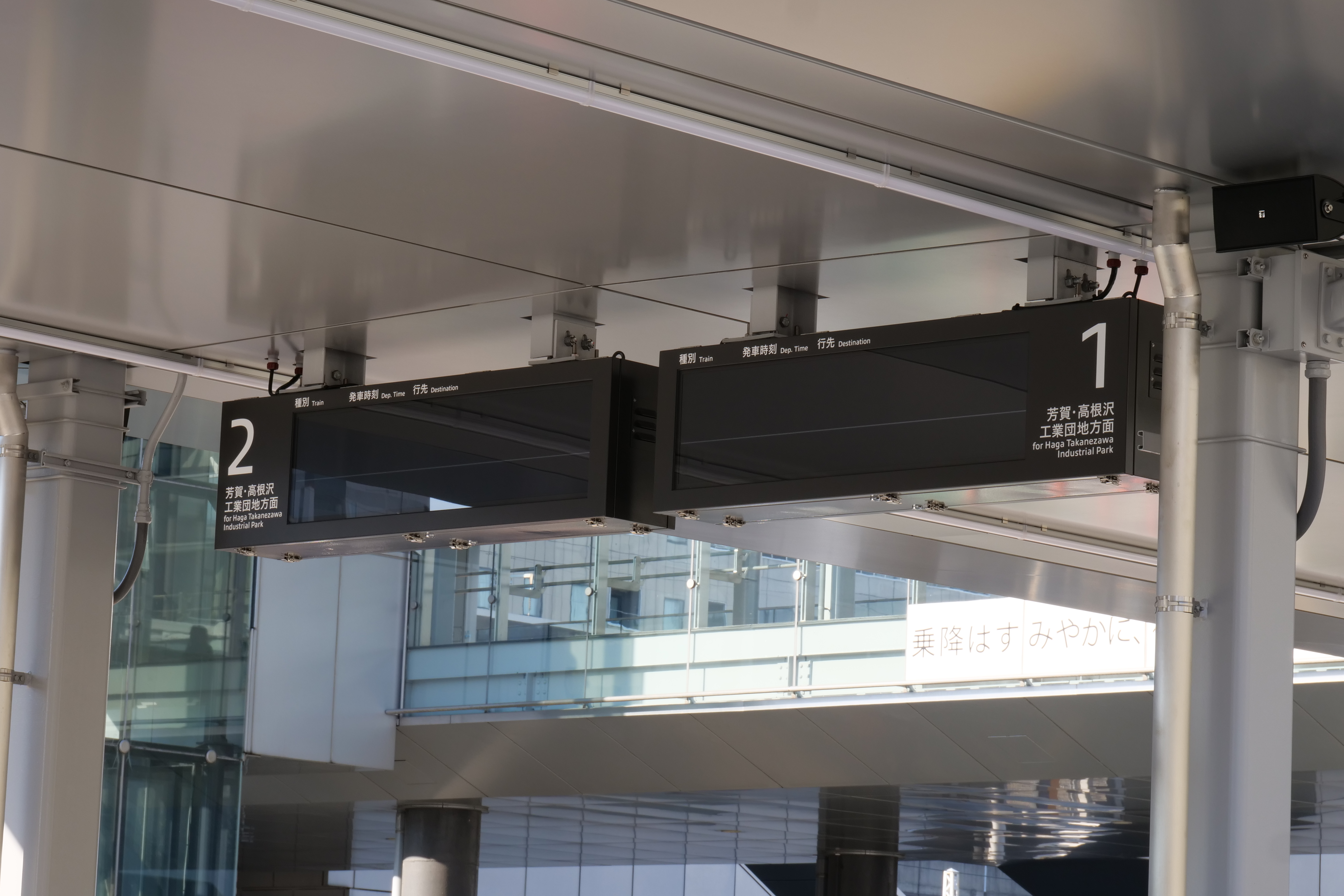
停留場に設置される液晶ディスプレイ（LCD）方式の発車標

安全を確保するため、安全柵と手すりを設置し、車椅子利用者に配慮したスロープを設置する。壁面はパネル（防風ガラス）を用い、一定の透過性を確保している。快適な待合機能を確保するため、雨、雪や直射日光をしのげる屋根を有し、座って待てる腰掛けベンチや、腰掛バーを設置する。ベンチは地場産業として生産される大谷石を活用している。
上屋（柱・屋根）の色彩は、車両を引き立てる無彩色（ダークグレー）とし、上屋の形状は、華美な装飾をしない鉄骨造であり、天井面には地場産木材のルーバーを配置している。
ガラス面には案内サイン、路線図、運賃表、事業ドネーション、個性化デザインのスペース（後述）を関連法令に適合するかたちで配置している。
また、宇都宮市区間の停留場において、乗客向けにフリーWi-Fi接続サービスを提供しているほか、宇都宮駅東口停留場、宇都宮大学陽東キャンパス停留場のホームと、清原地区市民センター前停留場の待合室に、観光情報や交通情報を提供する多機能型デジタルサイネージを設置している。

#### 壁面デザインの個性化
「まちの顔の創出」や「マイレール意識の醸成」を目的として、停留場壁面デザインを利用し、デザインの個性化に取り組んでいる。個性化デザインに掲出するデザイン（図柄など）は、その地域ならではの特色を表現するとともに、デザインの選定で市民参加の機会を設けることで、「歴史と風土の未来への継承」と、「『私たちの駅』という意識醸成」に取り組んだ。
デザイン表現については、前述のトータルデザインコンセプト「雷都を未来へ」をもとに停留場をデザインしているため、その趣旨を理解したうえで、停留場ごとの個性化の目的を表現できるデザインのモチーフを1つ以上作成し、これを表現したデザインを作成している。
ただし、新しい都市の価値や風格（「まちの顔」）を創出するため、「まちの玄関口」に位置付けられている停留場である宇都宮駅東口停留場（宇都宮市）、芳賀町工業団地管理センター前停留場（芳賀町）、「産業拠点」に位置付けられている清原地区市民センター前停留場（宇都宮市）については、宇都宮市および芳賀町がデザインを検討し、住民参加による個性化はされていない。
宇都宮駅東口、芳賀町工業団地管理センター前、清原地区市民センター前を除く停留場については、沿線を今泉、峰、陽東、平石、清原、芳賀の6地区に分割し、デザインの専門家が在籍する栃木県デザイン協会と、LRTの各種デザインを検討する検討組織のLRTデザイン部会が「コアメンバー」として、そして各地区ごとに沿線住民が「地区別メンバー」として、ワークショップに参加し検討が行われた。検討にあたっては、コアメンバーが6地区すべてのワークショップに参加し、デザイン素案の検討補助や全体の監修を行った。また、地区ごとに地区別メンバーが個性化デザインの素案を作成した。
| 停留場名                     | テーマ                                       |
| ---------------------------- | -------------------------------------------- |
| 宇都宮駅東口                 | 「県都 宇都宮」                              |
| 東宿郷                       | 「未来へつなぐ確かな時間」                   |
| 駅東公園前                   | 「憩う、躍動する」                           |
| 峰                           | 「峰に集う」                                 |
| 陽東3丁目                    | 「みどりと育む産業の未来」                   |
| 宇都宮大学陽東キャンパス     | 「さくらが紡ぐ街」                           |
| 平石                         | 「自然と人の営み」                           |
| 平石中央小学校前             | 「明日へ、未来へつなぐ」                     |
| 飛山城跡                     | 「浪漫の兆し」                               |
| 清陵高校前                   | 「未来を育む、大地の恵み、豊かな自然」       |
| 清原地区市民センター前       | 「人と自然と産業の共存」                     |
| グリーンスタジアム前         | 「駆け抜けろ！そして未来へ」                 |
| ゆいの杜西                   | 「憩いの地、懐かしいのに新しい」             |
| ゆいの杜中央                 | 「子どもの笑顔が最優先の街、ゆいの杜」       |
| ゆいの杜東                   | 「いつだって、この街の優しさが育まれている」 |
| 芳賀台                       | 「自然と共に生きる街」                       |
| 芳賀町工業団地管理センター前 | 「ロマンのまち」                             |
| かしの森公園前               | 「あたたかき集いし郷の今昔」                 |
| 芳賀・高根沢工業団地         | 「アタラシイがはじまる！うまれる！」         |

#### サインデザイン
サインデザインは、「スムーズな交通結節を促し、街の魅力を伝え、回遊性を高めるデザイン」を目指しており、LRTに関するサインはダークグレー（無彩色）に白文字とし、シンボルカラーの黄色を効果的に配色したデザインとした。そのほか、道路上でLRTへ誘導するサインは、白色地に青文字に、乗り継ぎ施設（トランジットセンターなど）での交通情報に関するサインは、青色地に白文字の配色とした。
ピクトグラムは、JIS案内図記号を使用し、対象の記号がない場合は作成した。表記は平易な日本語に英語を併記し、料金収受方法など、LRTの利用に関するものは、必要に応じて中国語（簡体字）と韓国語もつけ加えた。
起点となる宇都宮駅では、改札外の東西自由通路においてLRTのピクトグラムとシンボルマークを掲出して、利用者に乗り場を案内している。
「ライトライン（LIGHTLINE）」とはHU300形車両の愛称として公募されたもので、「ライトライン」の愛称の由来は、宇都宮市の異名である「雷都」を「LINE」に冠した「雷都＋LINE（道筋・つながり）」である。また、「LIGHT」はLRT（Light Rail Transit）の一部で、「光」「明るい」の意味もあり、「LINE」との組み合わせにより、「（未来への）光の道筋」といったメッセージも込められている。「ライトライン」はHU300形車両のみならず、宇都宮芳賀ライトレール線の案内上の名称としても一部で利用されている。

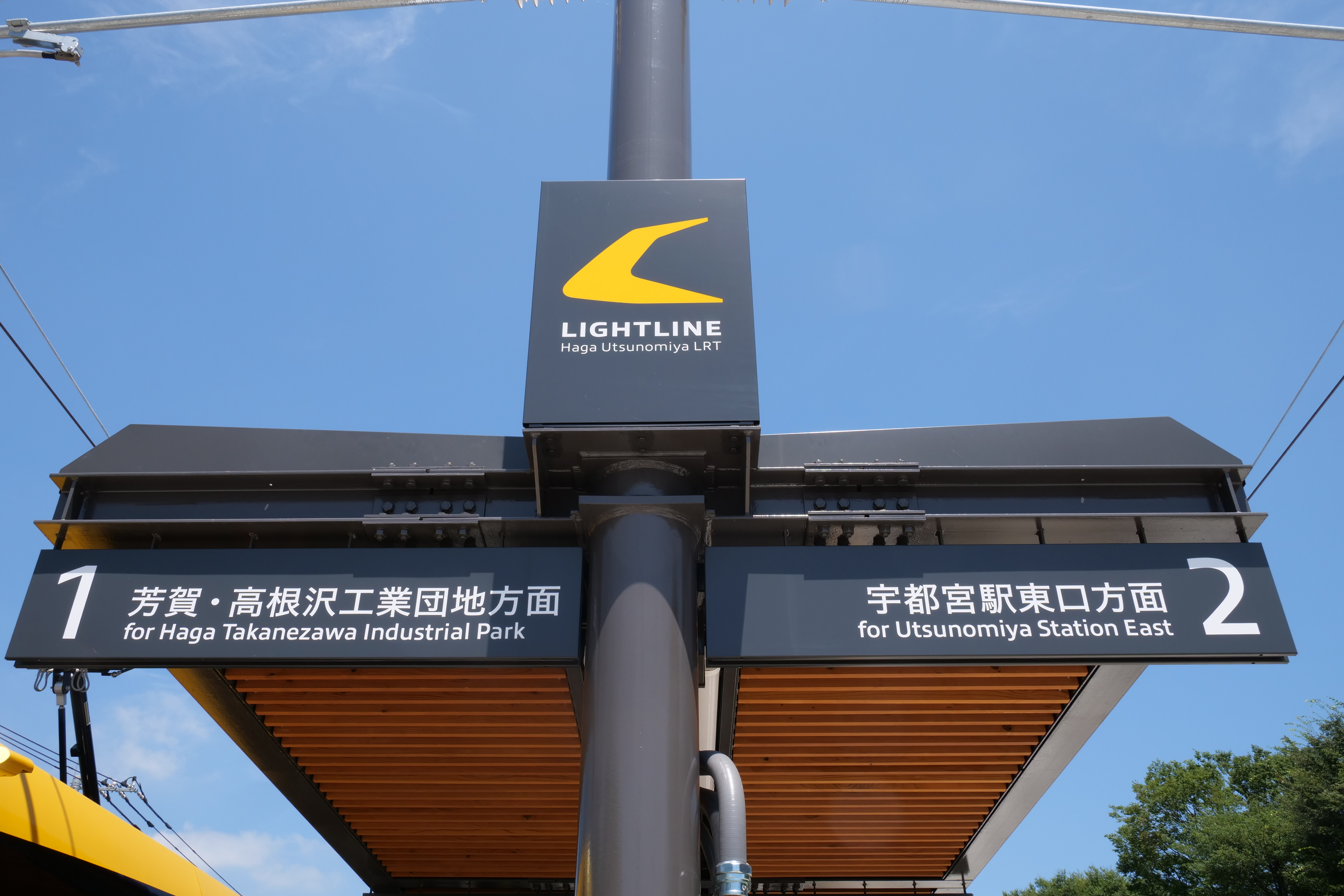
停留場入り口に掲出された「LIGHTLINE」のロゴ（かしの森公園前停留場）
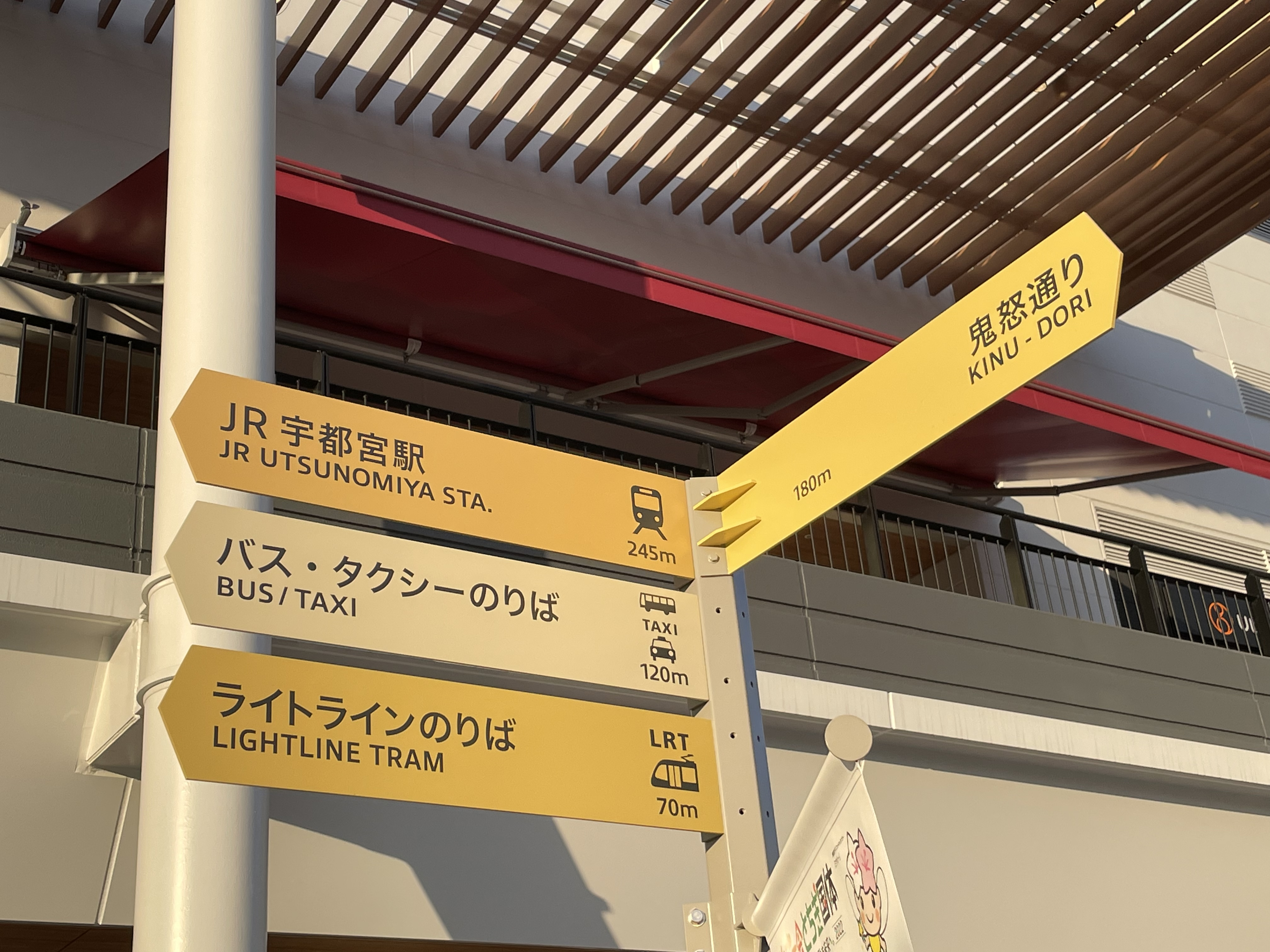
宇都宮駅東口の駅前広場「宮みらいライトヒル」内に掲出された「ライトラインのりば」の表記

## 導入空間・沿線概況
優先整備区間（宇都宮駅東口 - 芳賀・高根沢工業団地間）の導入空間に関して記述する。

### 宇都宮駅東口停留場 - 平石停留場間
JR宇都宮駅及びライトキューブ宇都宮などの再開発施設群に挟まれた起点駅、宇都宮駅東口停留場を出発すると、半径25mのカーブを曲がり進路を東に変え、鬼怒通り（栃木県道64号宇都宮向田線）との併用軌道に入る。途中、国道4号（宇都宮バイパス）を立体交差（峰町立体、50‰勾配）で跨ぐ。宇都宮大学陽東キャンパス停留場からやや東側にある宇都宮市陽東6丁目付近の交差点付近で併用軌道は終わり、40‰の上り勾配で高架（平出高架橋）に上がり鬼怒通りを跨いだのち、半径100mのカーブでやや南側に軌道を移し、地平に再度降りると専用軌道区間に入り平石停留場にたどり着く。
鬼怒通りは2021年11月に、本路線の導入空間を捻出するため車線を、峰町立体まで6車線（片側3車線）だったものを4車線（片側2車線）に、峰町立体区間は4車線（片側2車線）だったものを2車線（片側1車線）に、峰町立体から平出高架橋起点まで4車線だったものを3車線（東行き〈芳賀方面〉2車線、西行き〈宇都宮方面〉1車線）に削減した。
鬼怒通り区間の導入空間
- 宇都宮駅東口 - 峰町立体間（幅員32m）

整備前：歩道4.2m、車道23.6m（6車線）
整備後：歩道3.5m、車道25.5m（4車線、併用軌道複線）
- 峰町立体（幅員15.5m）

整備前：車道片側6.5m（片側2車線）
整備後：車道片側4.3m（片側1車線）、併用軌道敷6.9m（複線）
- 峰町立体 - 平出高架橋起点（幅員25m）

整備前：歩道3.5m、車道18.0m（4車線）
整備後：歩道2.5m、車道20m（東進2車線、西進1車線、併用軌道複線）

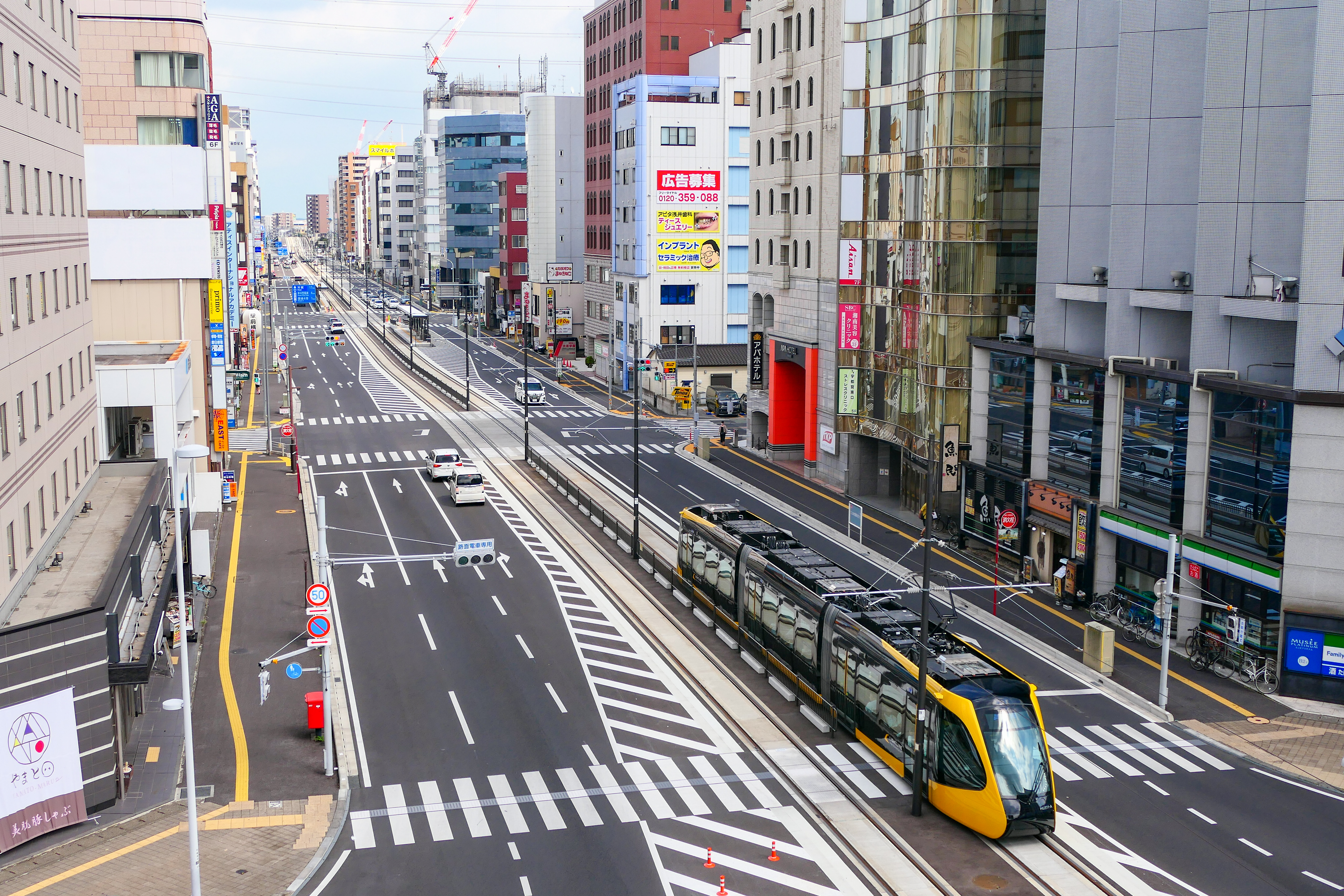
鬼怒通り上の併用軌道区間
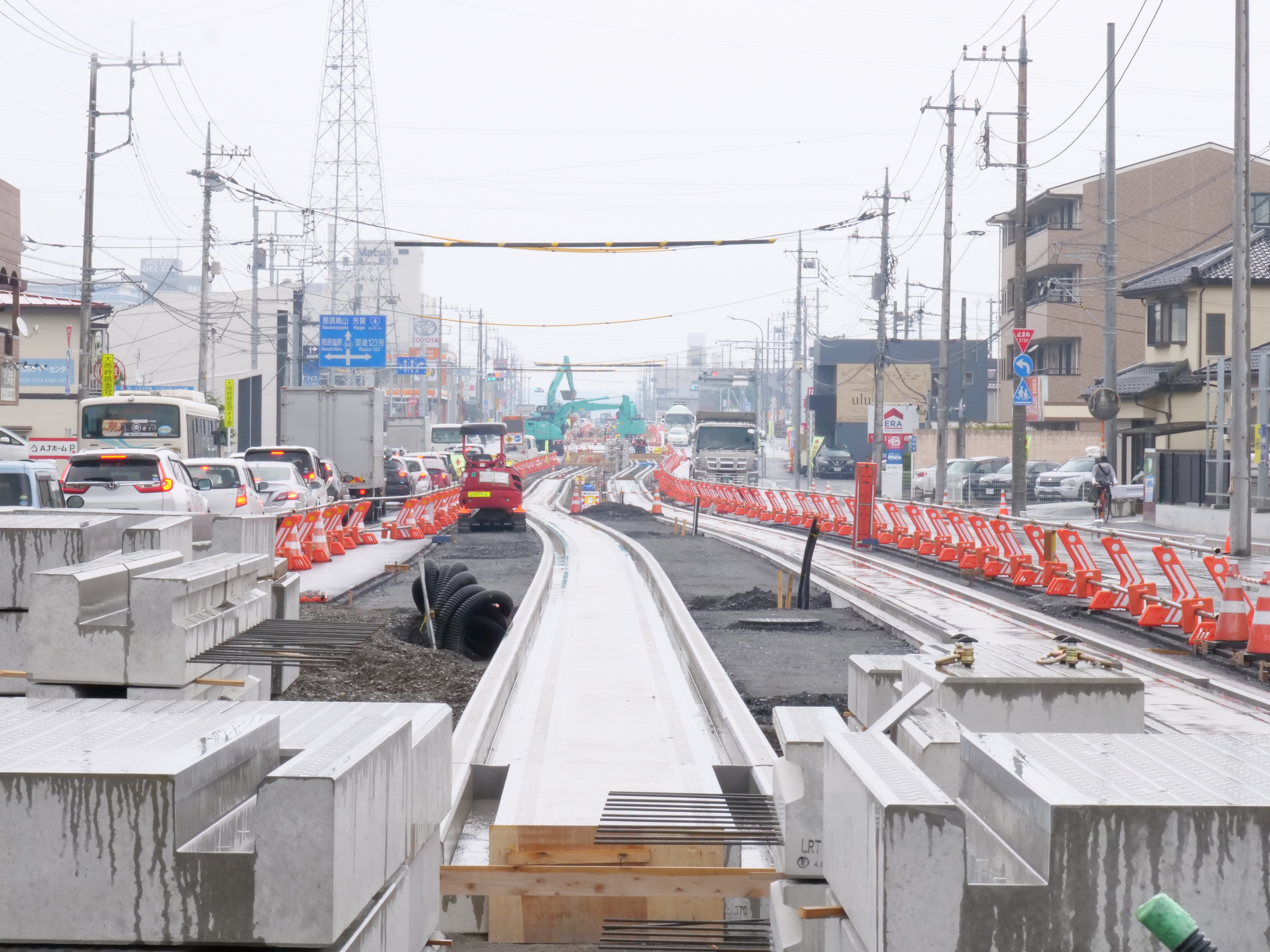
鬼怒通り上で進められていた軌道敷設工事の様子（2022年5月）

### 平石停留場 - ゆいの杜西停留場間
平石停留場を出るとしばらく地平の専用軌道区間であるが、鬼怒川は橋梁（鬼怒川橋梁、総延長643.0m）で横断し、そのまま高架区間へ入る（竹下高架橋）。高架橋上にある飛山城跡停留場を出ると、40‰の上り勾配で丘を越え、清原学園通りをくぐるため40‰の勾配を下ったのち、再度60‰の勾配を登って清陵高校前停留場にたどり着く。高架構造物については、地域のコミュニティが維持できるような形式を採用した。
清陵高校前停留場からは宇都宮清原工業団地内に入り、道路脇にあった緑地空間を活用したサイドリザベーション方式の併用軌道区間となっている。清原地区市民センター前停留場を出ると半径30mのカーブで進路を北に変える。清原工業団地の区間を抜けると、高架区間（野高谷高架橋）区間となり、半径110mのカーブで進路を東に変え、栃木県道69号宇都宮茂木線と合流する。

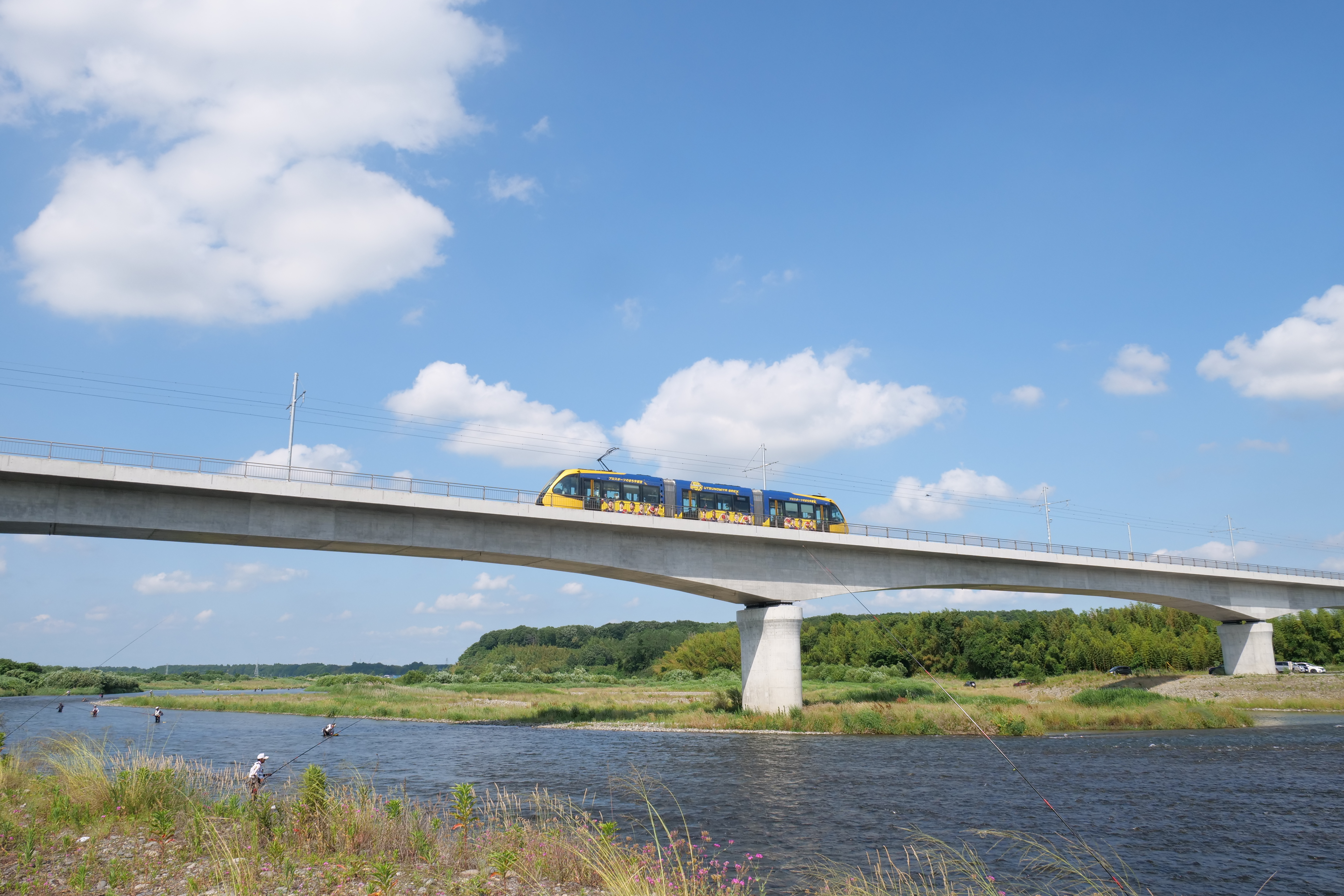
鬼怒川橋梁
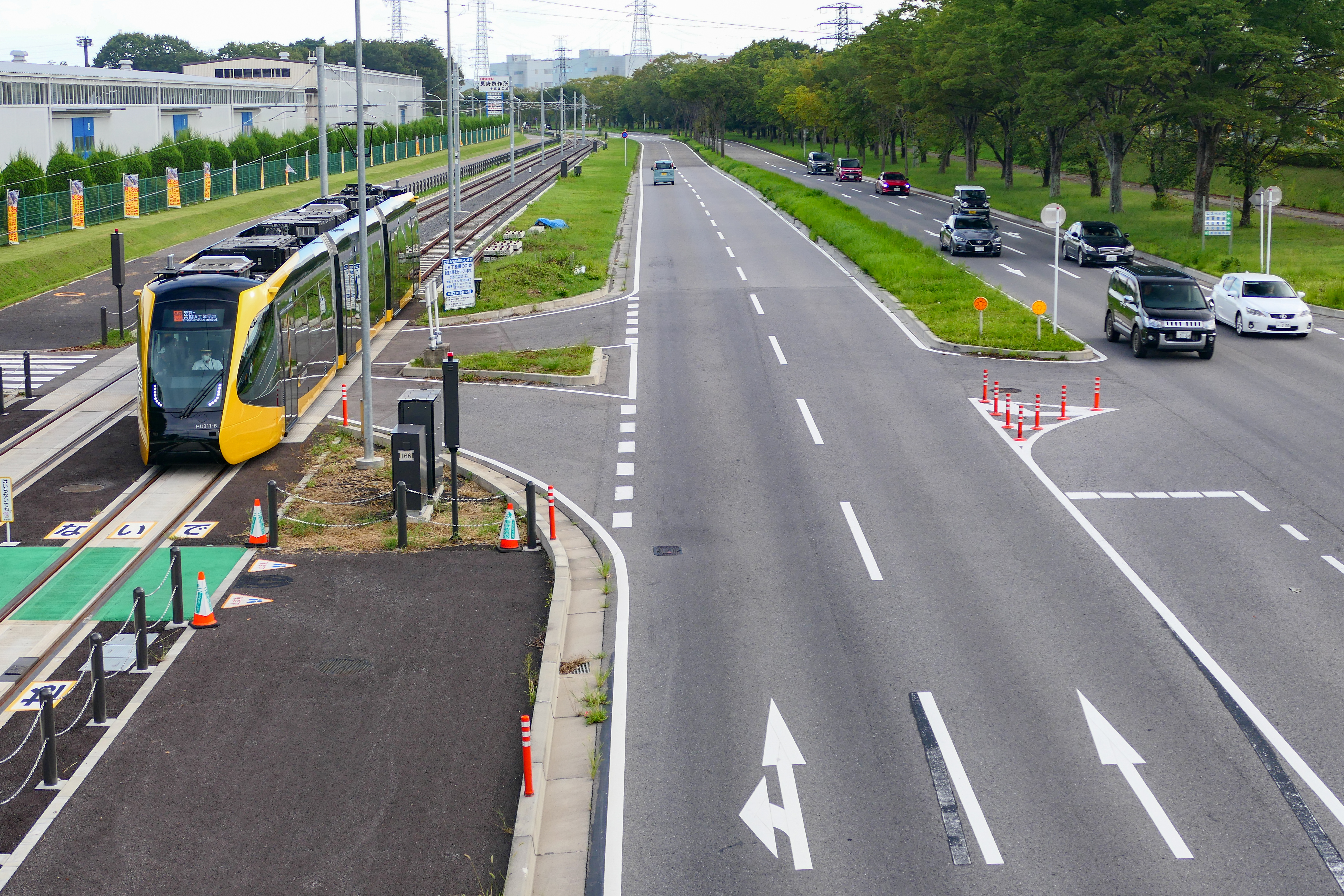
清原工業団地内の区間
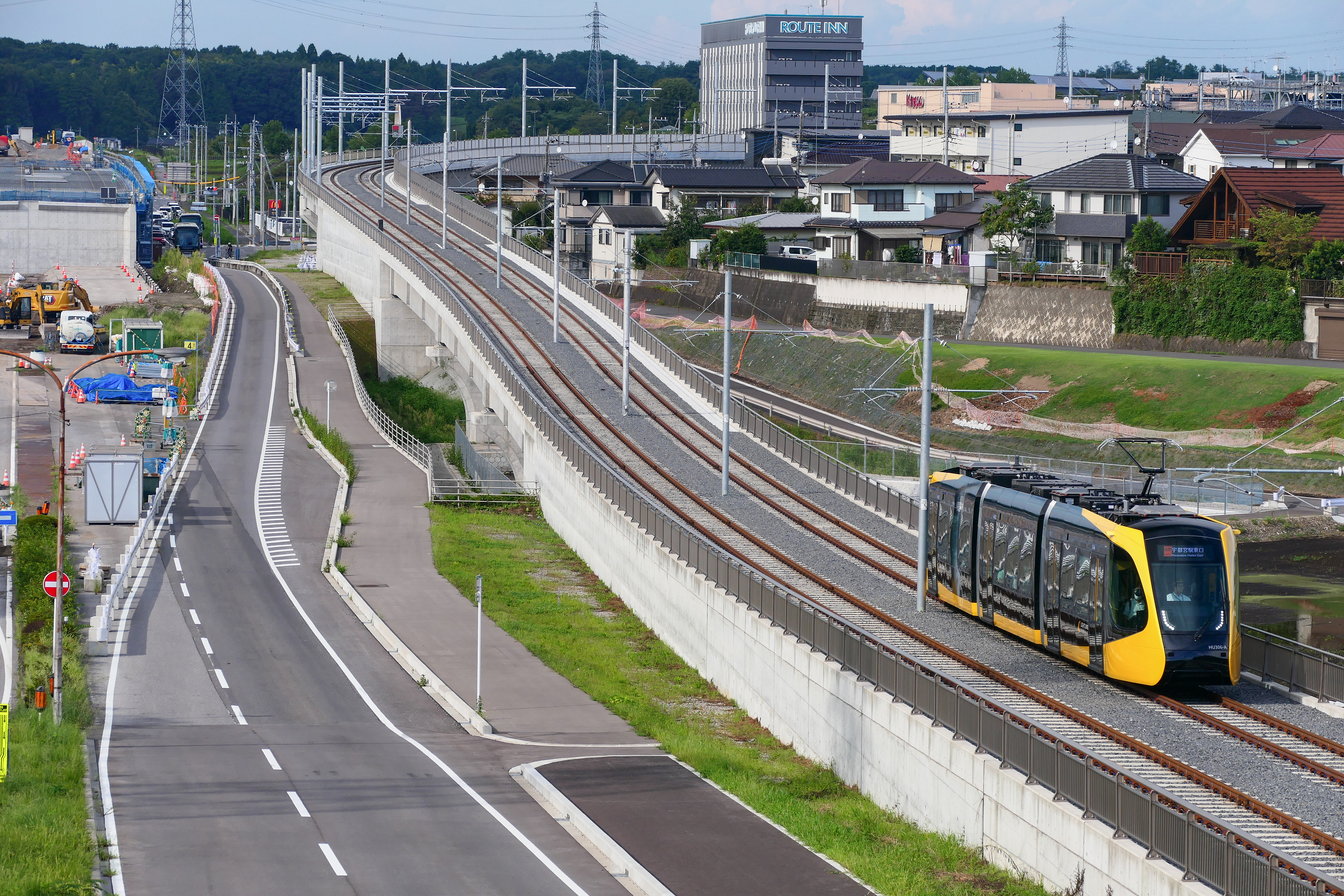
野高谷高架橋の全景

### ゆいの杜西停留場 - 芳賀・高根沢工業団地停留場間
ゆいの杜西停留場から芳賀・高根沢工業団地停留場間は併用軌道区間である。芳賀町工業団地管理センター前停留場からは半径30mのカーブで進路を北に変え、芳賀町道台の原・下原線に入る。芳賀町工業団地管理センター前停留場 - かしの森公園前停留場間には、途中60‰の急勾配で谷を越える区間があり、2025年3月に芳賀町はこの坂の愛称を、住民から公募された「みらい坂60‰（みらいざか60パーミル）」に決定している。
併用軌道上の導入空間
車線は、整備前と同じく4車線（片側2車線）を維持。
- 栃木県道69号宇都宮茂木線、宇都宮市ゆいの杜
  - 幅員を26mから26.5mへ拡幅した。

整備前：歩道4.5m、車道17m
整備後：歩道2.5m、車道21.5m（うち軌道敷6.5m）
- 栃木県道69号宇都宮茂木線、芳賀町芳賀台（幅員30m）

整備前：歩道7.0m、車線16.0m
整備後：歩道3.75m、車道22.5m（うち軌道敷6.5m）
- 芳賀町道台の原・下原線（「みらい坂60‰」）
  - 幅員を25mから27.5mに拡幅した。

整備前：歩道4.5m、車線16.0m
整備後：歩道2.5m、車道22.5m（うち軌道敷6.5m）

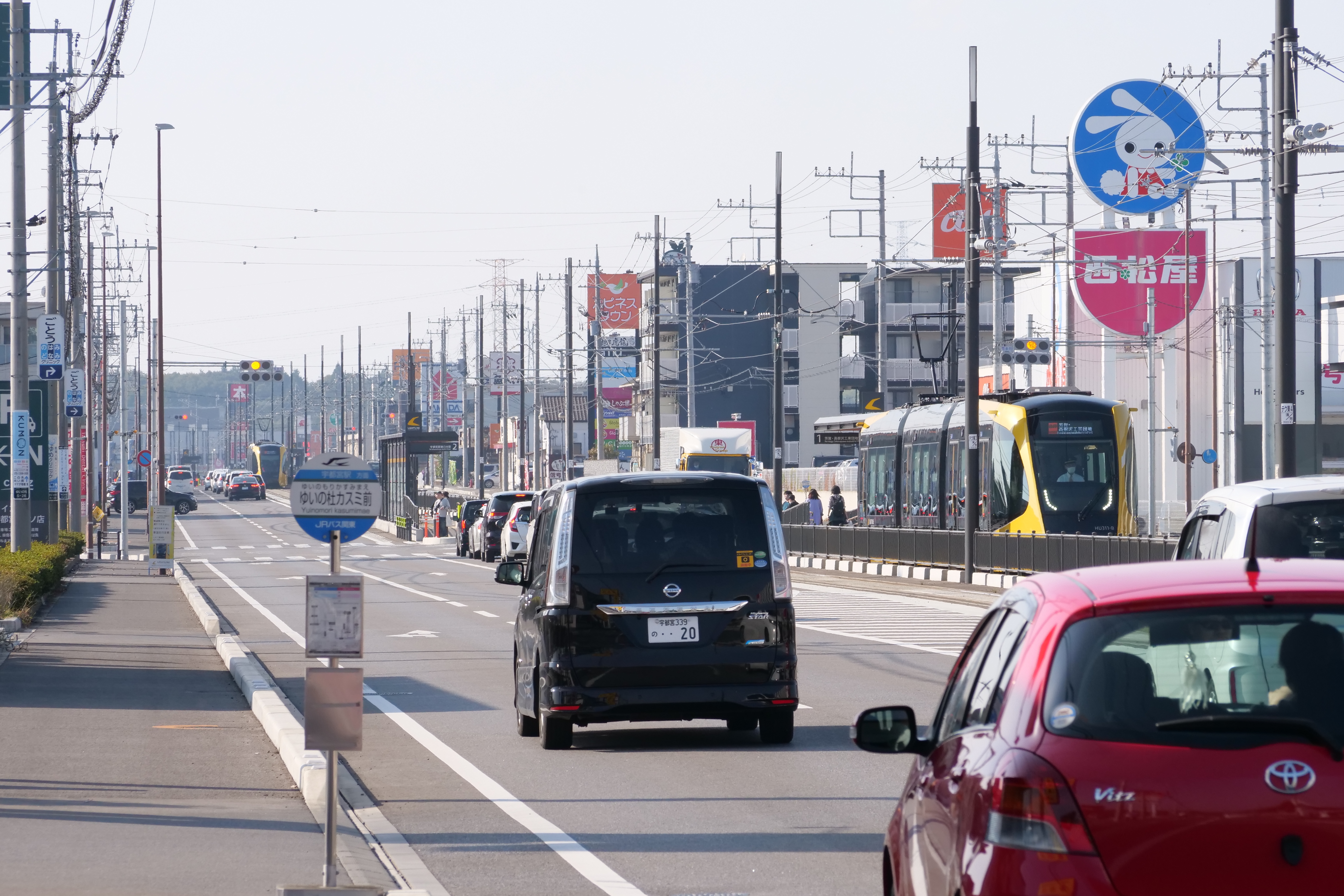
宇都宮市ゆいの杜の併用軌道区間
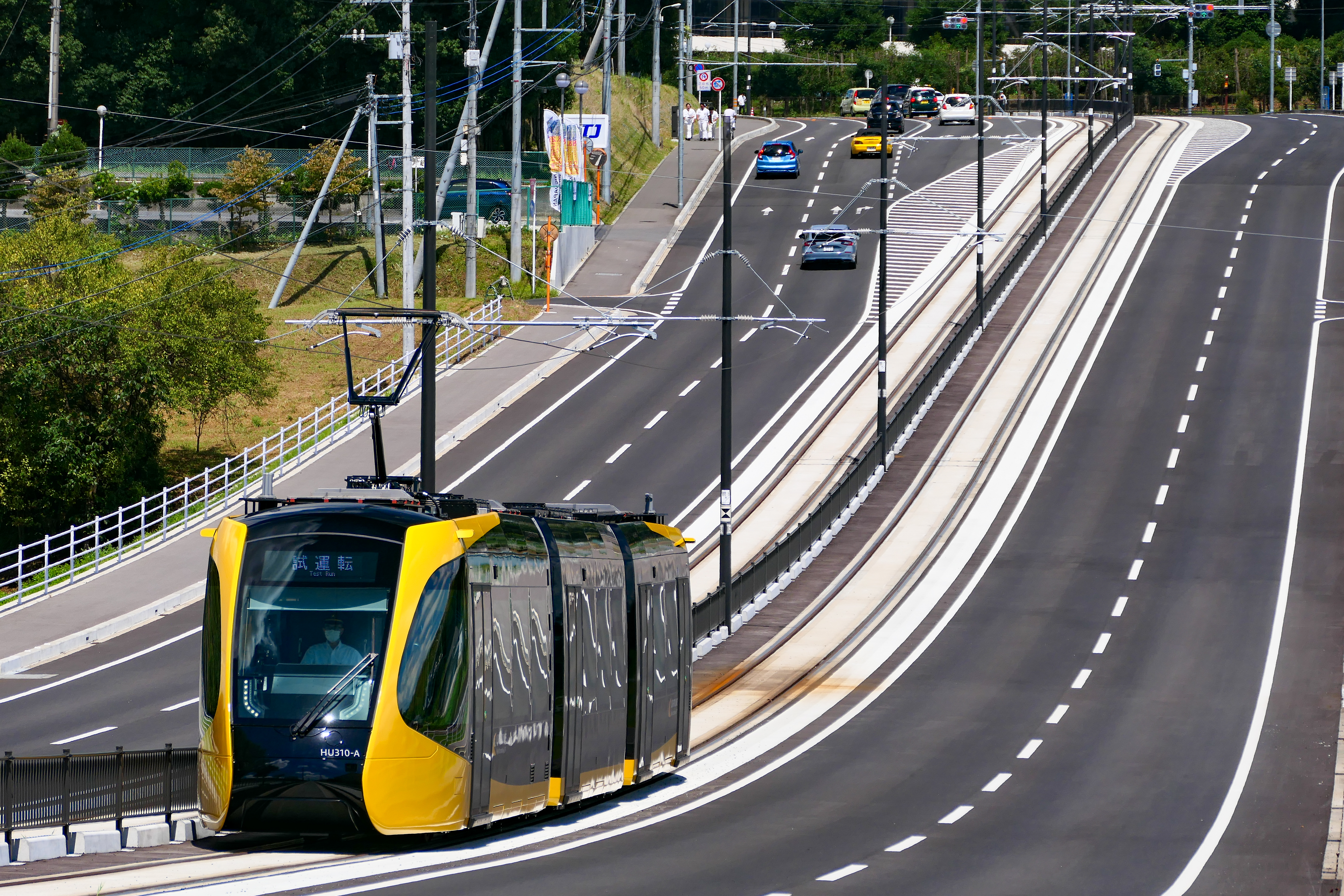
急勾配区間である「みらい坂60‰」区間の様子
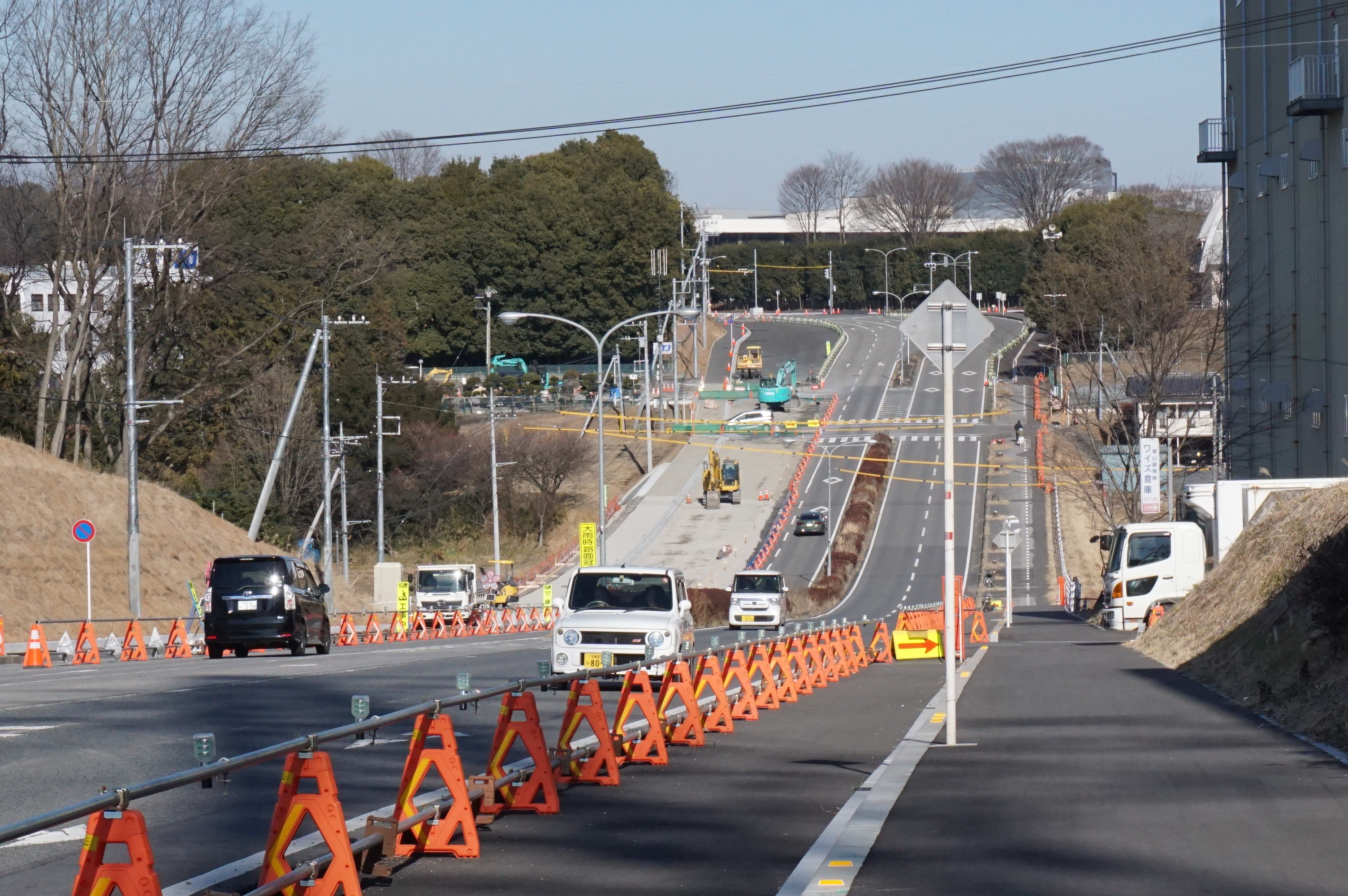
道路拡幅工事が進められていた建設中の「みらい坂60‰」区間（2022年1月）

## 宇都宮駅西側の延伸区間
2030年代前半を開通目標として、現状の起点の宇都宮駅東口停留場から、JR宇都宮駅西口、宇都宮市中心市街地（大通り (宇都宮市)）などを経由し、宇都宮駅から約5kmほど離れた栃木県教育会館（宇都宮市駒生町）附近まで延伸する計画を進めている。2025年（令和7年）5月現在では、国土交通省による軌道運送高度化実施計画の認定へ向けた検討が進められている。
一連の路線整備による概算事業費は700億円前後を見込んでいる。運行頻度はピーク時が6分間隔、オフピーク時が10分間隔の運転を想定し、全線で最高運転速度40km/hの運転に対応した設備で整備される方針。延伸後の利用者予測は、すでに開通している駅東側区間を合わせた合算で、約3万2,000人（2025年比約1.8倍、平日1日あたり）を見込む。その他、停留場が多く表定速度が低くなるため車両運用数が増えることや、利用状況に合わせた列車の増発を図るため延伸に合わせLRT車両を新たに11編成増備する予定である。
2022年（令和4年）8月に事業概要を公表した際には、概算事業費規模は約400億円前後を見込んでいたが、2022年比で労務資材が約1.25倍、車両価格が約2倍に高騰していることや、車両のさらなる増備を計画したことから事業費規模は約1.8倍に膨れ上がっている。
2025年度（令和7年度）内の軌道事業の特許申請、2026年（令和8年）内の工事着手、2030年代前半の完成を目指す。JR宇都宮駅西口駅前広場においては、施工ヤードが限られているため、施工手順の調整によりスケジュールが変動する可能性があるため、2022年（令和4年）8月の延伸計画公表時においては具体的な開業時期については無確定としている。なお、2024年（令和6年）11月に宇都宮市長佐藤栄一は市政第6期目の公約として、駅西側区間の2030年（令和12年）までの開通へ向けた事業の推進を掲げている。
なお、宇都宮市が推進する「ネットワーク型コンパクトシティ（NCC）」の形成にあたり、市東部の地域・産業の拠点である宇都宮テクノポリス（ゆいの杜）と市西部の地域拠点である城山地域を接続する公共交通の基軸を構築することが必要であるため、整備区間からさらに西の栃木県教育会館から大谷観光地間において、さらなる延伸を検討することとしている。

### 停留場一覧（予定）
JR宇都宮駅西側（整備区間）

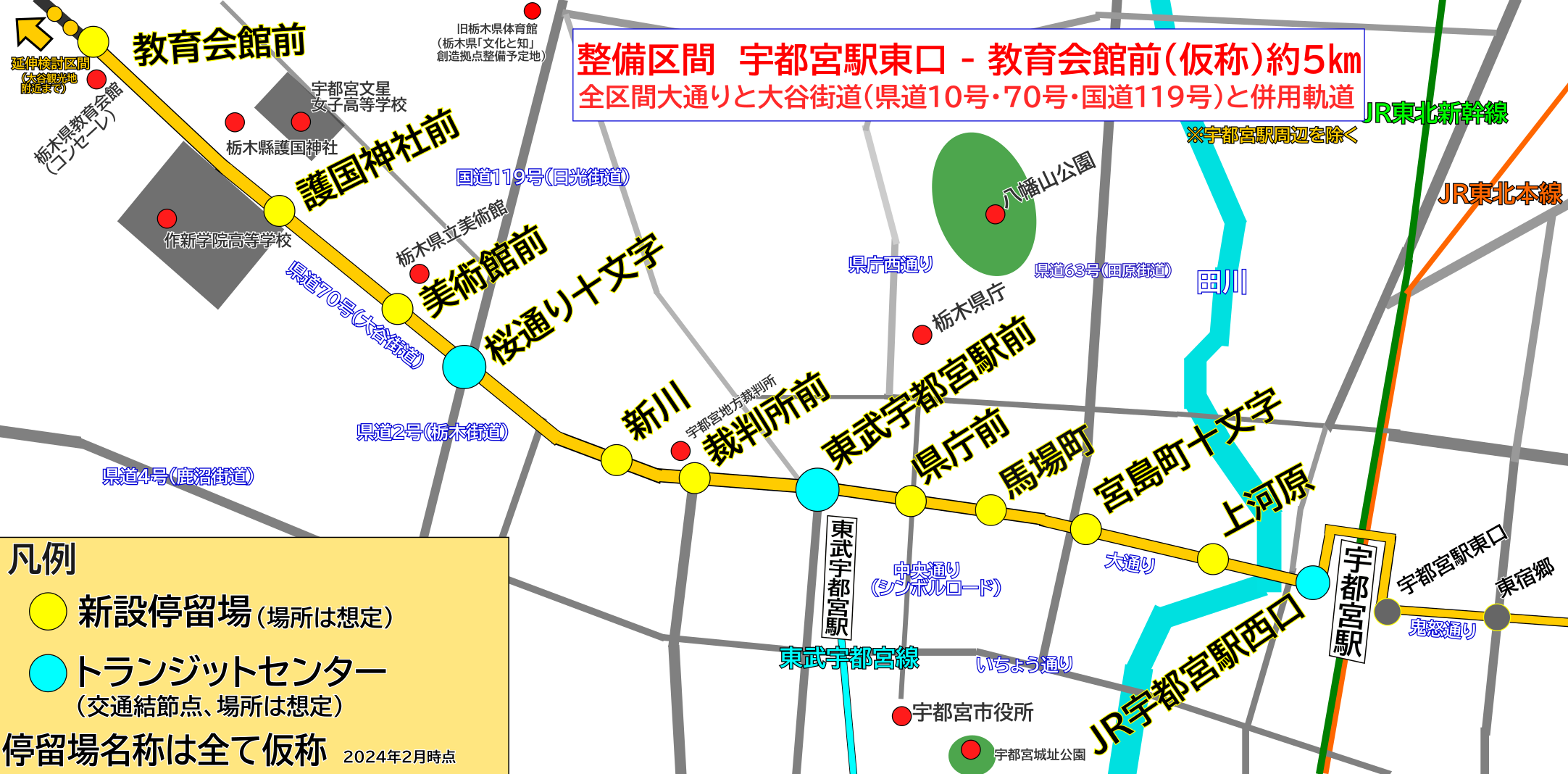
延伸区間の地図（2024年時点）

約400mおきに、JR宇都宮駅から栃木県教育会館までの約5kmまでの区間において合計12箇所の停留場を設置する計画である。
2024年（令和6年）現在示されている停留場設置箇所は以下の通り（名称はいずれも仮称）。
JR宇都宮駅西口 - 上河原 - 宮島町十文字 - 馬場町 - 県庁前 - 東武宇都宮駅前 - 裁判所前 - 新川 - 桜通り十文字 - 美術館前 - 護国神社前 - 教育会館前
併用軌道に設置される停留場のプラットホームは、上河原 - 裁判所前の各停留場を島式プラットホームで、新川 - 護国神社前間の各停留場を相対式プラットホームでそれぞれ整備する計画である。
整備構想区間（教育会館以西）
教育会館前 - 大谷観光地付近（構想中、建設時期未定）の停留場設置想定箇所は以下の通り（名称はいずれも仮称、2020年〈令和2年〉現在）
教育会館前 - 駒生町（宇都宮環状道路付近）- 中丸公園前 - 郵便局前（宇都宮挟又郵便局付近）- 大谷SIC - 城山（城山地区市民センター付近） - 大谷（大谷交差点付近）

### 宇都宮駅横断部の構造
宇都宮駅東口から西口に至るまでの区間は、路線概要の節でも概説したように、宇都宮駅の東側区間と西側区間の接続については、宇都宮駅の北側に東北本線の線路及び留置線を跨ぎ、東北新幹線の高架橋をくぐる高さの高架橋を建設する計画である[北緯36.561069度0分0秒 東経139.898935度0分0秒]。宇都宮駅構内の中央を横断するルートや、宇都宮駅の南側を通過するルートも検討されたが、宇都宮駅の構造物を大規模に改築する必要性があるため、北部を通過するルートに確定した。営業中の東北本線の真上を通過するため工事は慎重な施工が求められ、非常に工事難易度の高い区間となる。
宇都宮駅東口停留場から60 ‰の急勾配で高架橋へ登り、半径30mの曲線で進路を北から西へと変え東北新幹線を潜り抜けると、再度半径30mの曲線に差し掛かり進路を西から南へ変え、宇都宮駅西口バスロータリーの直上に高架駅のJR宇都宮駅西口停留場（仮称）が設けられる。宇都宮駅西口の停留場から先は、半径30mの曲線で進路を西に変えたのち、宮の橋の真上を50 ‰の勾配で下り、田川を渡った先の上河原交差点付近から地上を走行するルートとなる。

### 大通りの道路空間再編
現在、本路線が通過する予定となっている大通りの車道は、宮の橋交差点から桜2丁目交差点まで6車線（片側3車線、幅員約30m）となっているが、道路中央部に併用軌道を通す空間を確保するため、本路線延伸後は宮の橋交差点から途中の裁判所前交差点までは車道を2車線（片側1車線）、裁判所前交差点から教育会館前付近までは4車線（片側2車線）までに減らす予定である。
車道を2車線にまで減少する宮の橋 - 裁判所前間は宇都宮市の中心市街地にあたり、通行量の多い区間となっているが、車道の減少が最小限である4車線で整備した場合停留場の設けられる交差点部分では道路を拡幅する必要性が生じることや、市街地活性化策として車道が減った分歩道を拡大し、現在の自動車中心の街づくりから歩行者中心のウォーカブルな街づくり（トランジットモール）へと転換する方針を採っているため、車道を大幅に減少させる方針を示している。
市では混雑緩和のため、大通りを経由して周辺に向かう自動車交通を分散させるため道路整備を進めているほか、大通りにおいては全ての交差点への右折レーンの設置や、配送業者用の荷捌き用スペースを設置する考えを示している。また、本路線の通過区間の一部である桜2丁目 - 作新学院付近では道路の拡幅も進めている。

#### 導入空間
主な出典:
宇都宮駅東口 - JR宇都宮駅西口 - 上河原間（栃木県道196号宇都宮停車場線）
- 高架で整備（田川は宮の橋上空に高架を通し横断）

上河原 - 裁判所前交差点間（栃木県道10号宇都宮那須烏山線・国道119号）
- 現状6車線（片側3車線）の車道を2車線（片側1車線）に削減し、道路中央部に併用軌道で整備する。
- 路側帯には自転車走行帯及び荷捌きやバス停留場用の駐車スペースを設置
- この区間の併用軌道上の停留場は島式ホームで整備

裁判所前交差点 - 教育会館前間（国道119号・栃木県道70号宇都宮今市線）
- 現状6車線（片側3車線）の車道を4車線（片側2車線）に削減し、道路中央部に併用軌道で整備する。現道が現在4車線となっている区間や、一部の交差点は拡幅する。
- 路側帯に自転車走行帯を整備
- 終点の教育会館前付近では、路外にパークアンドライド施設や車両留置施設の設置を検討している
- この区間の併用軌道上の停留場は対面式ホームで整備

### 駅西側のバス路線再編
駅西側の延伸区間が整備される大通りは、特に桜通り十文字から東側で、宇都宮駅方向へ向かう路線が集中しているため、本路線と競合するバス路線の運行形態を変更する予定である。2025年2月時点の検討では、桜通り十文字 - 宇都宮駅間を走行するバス路線を約3割程度削減し、他の幹線バス路線や市街地の循環バスに捻出したリソース（1日約3,000km、約300本分に相当）を割り振る方針である。宇都宮駅を発着し桜通り十文字を経由し西へ向かう一部のバス路線について、桜通り十文字発着とし桜通り十文字 - 宇都宮駅間はLRTへと置き換えられる。
また、桜2丁目交差点（桜通り十文字）付近をLRTと路線バスとの接続拠点と位置づけ、バスの待合環境の向上を図る方針を2022年8月23日に示している。
なお参考までに過去の検討事例を挙げるが、2017年7月11日に示された整備・再編イメージでは、大通りを走行するバス路線を、並行する県庁前通り・いちょう通りに振り分け、引き続き大通りを走行するバスについては快速運行も検討するものとしていた。

### 事業の進展

#### 延伸区間の検討
JR宇都宮駅西口[北緯36.559155度0分0秒 東経139.897784度0分0秒]から桜通り十文字付近までの宇都宮駅西側区間約3 kmについては、2017年（平成29年）に当初計画の終点である「桜通り十文字付近」から、自動車との乗り継ぎや観光振興の視点から、西側へ延伸を検討していることが示され、同年8月29日の『下野新聞』報道によれば、案として作新学院高校や宇都宮文星女子高校の通学需要が見込める栃木県護国神社以西を念頭に、その西の宇都宮環状道路（栃木県道3号宇都宮亀和田栃木線）との結節部、さらに西に計画されている東北自動車道・大谷スマートIC（仮称）付近[北緯36.583666度0分0秒 東経139.835479度0分0秒]などへの延伸が検討され、2017年度内にも計画をまとめる予定とされた。
その後、検討が行われたのち、2022年（令和4年）8月23日に宇都宮市駒生1丁目の栃木県教育会館付近まで路線を延伸する方針を固めたと公表した。

#### 軌道基本設計業務の公募型プロポーザル
2023年（令和5年）3月、市は宇都宮駅西側区間において、LRT整備に必要な軌道施設・道路・高架の構造や配置等の基本的事項を設計するための基本設計業務を委託する事業者を決定する、公募型プロポーザルを開始した。内容は宇都宮市宮みらい（宇都宮駅東口停留場の所在地）、川向町（宇都宮駅西口停留場の所在予定地）とのほか32町において、軌道新設工事に係る軌道施設の基本設計、道路予備設計、高架構造の予備設計、平面交差点予備設計、運営施設の基本設計、既設構造物の基本設計、トランジットセンター基本設計、排水計画の基本設計を行うというものである。
また、JR宇都宮駅西側の営業開始後においての、宇都宮を代表するイベント（ふるさと宮まつり、宇都宮ジャパンカップサイクルロードレースなど）との共存や、工期、施工方法、環境負荷低減、周辺交通や近接構造物への影響や、総合的なコストに関する事項（維持管理費、更新費も含めたライフサイクルコスト及び用地、補償費等）など、駅西側の繁華街特有の事項に配慮した設計を求めている。
同年3月2日にプロポーザルの実施が公告され、プロポーザルへの公募に必要な参加申請書類の提出は同年3月6日から4月26日まで受け付けられた。審査の結果、指名競争入札が実施され、同年7月7日に八千代エンジニヤリング・富貴沢建設コンサルタンツ・ダイミック・公益社団法人日本交通計画協会からなる共同企業体（JV）が本事業を落札した。
なお、ふるさと宮まつりやジャパンカップサイクルロードレースなどの大通りで開催されるイベントへの対応については、架線の取り外しやレールへの養生などができるように配慮するよう検討する方針とした。

#### 地質調査

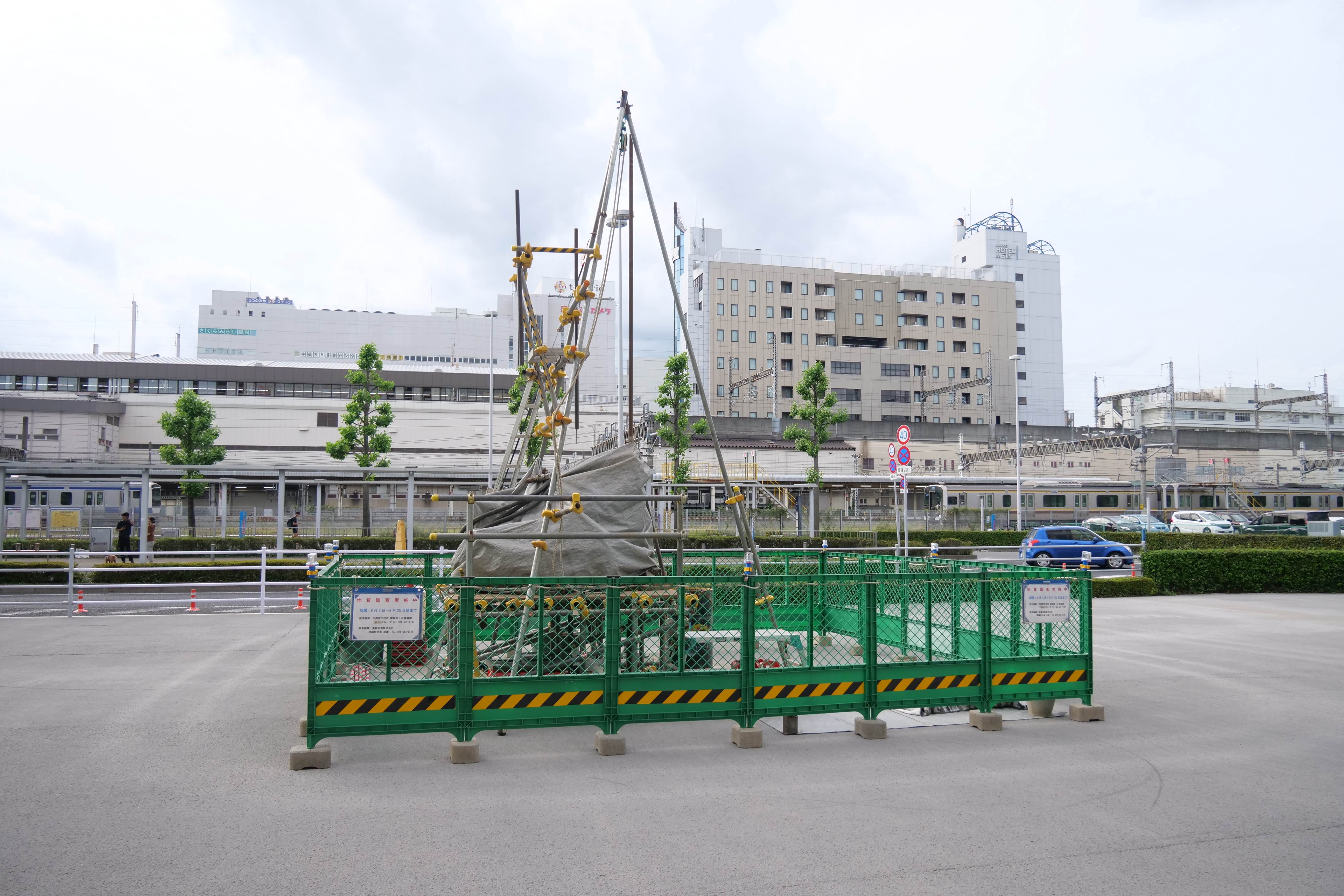
地質調査の様子（2024年9月、宇都宮駅東口）

2024年（令和6年）8月1日、市は地域住民に対し、延伸区間整備へ向け軌道の走る大通り上において道路の設計のための事前調査の一環で地質調査（ボーリング）を開始すると通知し、同年8月19日から10月中旬まで、宇都宮市大通り1丁目から同市桜2丁目付近までの計13か所で実施された。それ以外にも宇都宮駅東口などでも実施されている。

### これ以外の延伸が構想されている区間
このほか、芳賀工業団地から直進して芳賀町中心部（祖母井）方面、東武宇都宮駅付近から南側への延伸が構想されている。
また一部からは東武宇都宮線への直通運転を求める意見も出ているほか、宇都宮市の西隣に位置する鹿沼市では市議会に所属する有志議員によって、鹿沼市へのLRT延伸の可能性について検討する議員連盟が発足している。
東武宇都宮線の直通運転を目指す構想は、栃木県庁が主体となり調査や協議へ向けた準備を進めているが、それ以外の構想は2025年（令和7年）現在は全て構想の域を出ておらず、計画や事業化はされていない。

## 利用状況
開業後からの利用状況は好調であり、開業前の利用予想（開業初年度平日平均約12,800人、休日約4,400人）を上回る状態が続く。開業初年の2023年度（2023年8月26日 - 2024年3月31日）の累積利用者数は約271万3,000人であり、これは「軌道運送高度化実施計画」による開業初年度の利用者見込みの約220万4,000人の約1.2倍にあたる。
開業初年度のうち、開業から6か月間にあたる2023年（令和5年）8月26日から2024年2月25日での実績では、平日平均の利用者数は約12,000 - 15,000人、休日が約9,000人 - 約13,000人で推移し、開業2年度目以降である2024年度以降はさらに増加し、42万1,613人を記録し初めて40万人を超えた。平日一日当たりの平均は15,000人- 16,000人、休日は11,000人 - 12,000人と年度が変わる前の同年2月（平日平均約13,000人、休日10,000人）より利用者は1.2倍、定期券の利用者数は1.4倍ほど増加し、利用の定着が進んでいる。さらに行楽シーズンを迎えるたびに利用者は増加している。2025年度には平日に約18,000 - 20,000人、土日祝日に10,000人が利用するようになり、7月の利用者は約50万6千人に達し初めて50万人を突破し過去最高となった。
また、宇都宮市では更なる利用者の獲得を目指し、沿線住民と企業に対し公共交通機関のサービスの周知や利用によるメリットを明示することを通じ、利用の定着を図るモビリティ・マネジメント（MM）を実施している。すでにMMが実施された地区では住民の意識に変化がみられるとしている。
累積利用者数の推移
- 100万人（2023年11月15日）
- 150万人（2023年12月21日）
- 200万人（2024年2月3日）
- 300万人（2024年4月20日）
- 400万人（2024年7月2日）
- 500万人（2024年9月13日）
- 600万人（2024年11月19日）
- 700万人（2025年1月31日）
- 800万人（2025年4月10日）
- 900万人（2025年6月16日）
- 1000万人（2025年8月19日）

1日あたりの利用者数ランキング（2025年8月20日時点）
| 順位 | 日付           | 利用者数 | 備考（沿線イベント、出来事など）[注釈 8]                 |
| ---- | -------------- | -------- | -------------------------------------------------------- |
| 1    | 2025年 4月19日 | 21,971人 | 大相撲宇都宮場所 『名探偵コナン 隻眼の残像』公開初日     |
| 2    | 2025年 8月9日  | 21,890人 | 2025うつのみや花火大会                                   |
| 3    | 2025年 7月18日 | 21,206人 | 『劇場版 鬼滅の刃 無限城編』公開初日                     |
| 4    | 2024年 8月10日 | 20,280人 | 2024うつのみや花火大会                                   |
| 5    | 2023年 9月3日  | 20,152人 | 2023HONDA祭り 栃木県グリーンスタジアムでの栃木SC試合開催 |
月ごとの利用客数（開業から1年間）
| 年次   | 月   | 利用者数                                            | ICカード利用者数の割合 |
| ------ | ---- | --------------------------------------------------- | ---------------------- |
| 2023年 | 8月  | 約76,000人 （8月26日から31日までの5日間でのデータ） | 89.4%                  |
| 2023年 | 9月  | 約399,000人                                         | 90.8%                  |
| 2023年 | 10月 | 約382,000人                                         | 90.8%                  |
| 2023年 | 11月 | 約384,000人                                         | 91.4%                  |
| 2023年 | 12月 | 約374,000人                                         | 91.5%                  |
| 2024年 | 1月  | 約350,000人                                         | 91.4%                  |
| 2024年 | 2月  | 約350,000人                                         | 92.3%                  |
| 2024年 | 3月  | 約398,000人                                         | 91.2%                  |
| 2024年 | 4月  | 約422,000人                                         | 91.9%                  |
| 2024年 | 5月  | 約429,000人                                         | 92.8%                  |
| 2024年 | 6月  | 約411,000人                                         | 93.7%                  |
| 2024年 | 7月  | 約439,000人[157]                                    | 93.9%                  |
停留場別乗降客数（2024年11月時点）

| 停留場名                     | 乗降客数（人） | 乗降客数（人） |
| 停留場名                     | 平日           | 休日           |
| ---------------------------- | -------------- | -------------- |
| 宇都宮駅東口                 | 約10880        | 約7710         |
| 東宿郷                       | 約910          | 約430          |
| 駅東公園前                   | 約1530         | 約1090         |
| 峰                           | 約1160         | 約720          |
| 陽東3丁目                    | 約1140         | 約620          |
| 宇都宮大学陽東キャンパス     | 約3100         | 約3710         |
| 平石                         | 約590          | 約420          |
| 平石中央小学校前             | 約140          | 約90           |
| 飛山城跡                     | 約400          | 約410          |
| 清陵高校前                   | 約1170         | 約510          |
| 清原地区市民センター前       | 約1260         | 約810          |
| グリーンスタジアム前         | 約1770         | 約750          |
| ゆいの杜西                   | 約830          | 約560          |
| ゆいの杜中央                 | 約740          | 約440          |
| ゆいの杜東                   | 約560          | 約260          |
| 芳賀台                       | 約480          | 約20           |
| 芳賀町工業団地管理センター前 | 約640          | 約400          |
| かしの森公園前               | 約1830         | 約160          |
| 芳賀・高根沢工業団地         | 約3240         | 約310          |

## 事故・事件

### 試運転中の脱線事故

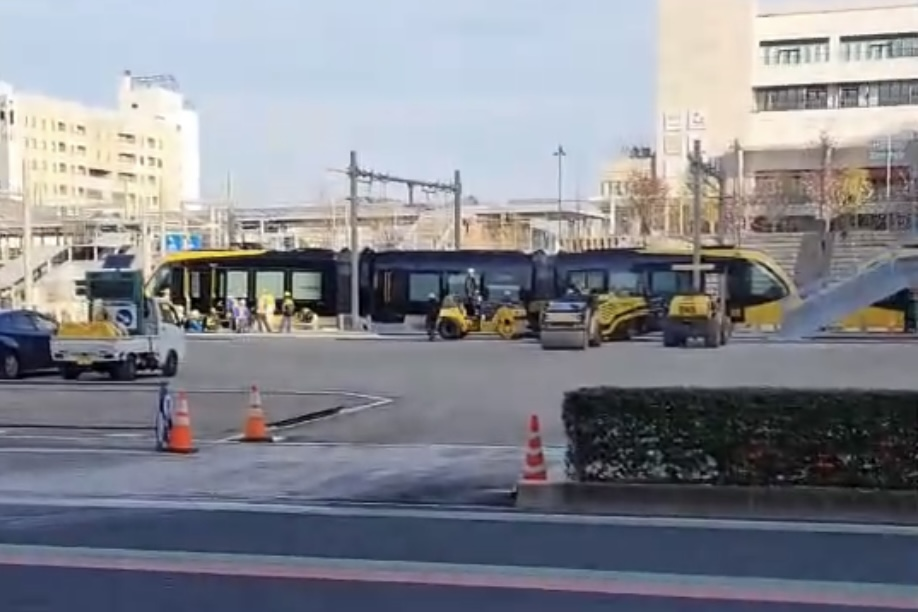
脱線したHU306編成
後方に連結されているのは車両を牽引し車両基地へ回送するための救援車（HU301編成）

2022年（令和4年）11月19日午前0時30分ごろ、宇都宮駅東口停留場付近で分岐器の入線試験を行っていた試運転電車が、分岐器を通過して停留場2番線へ向かう曲線に進入した際、先頭車（HU306-A）の4輪と中間車（HU306-C）が脱線し駅前広場に10メートルほど車両が進入した。人的被害はなかった。

### 電力ケーブルの盗難
2023年（令和5年）3月20日、宇都宮市は竹下町にある飛山城跡停留場の東側付近で約300メートルの電力ケーブルが切断され、盗まれたと発表した。市は同日中に被害届を提出し、宇都宮東警察署は窃盗事件とみて捜査している。3月15日の点検においては異常はなく、20日に市職員によって発見された。被害総額は約550万円に上った。

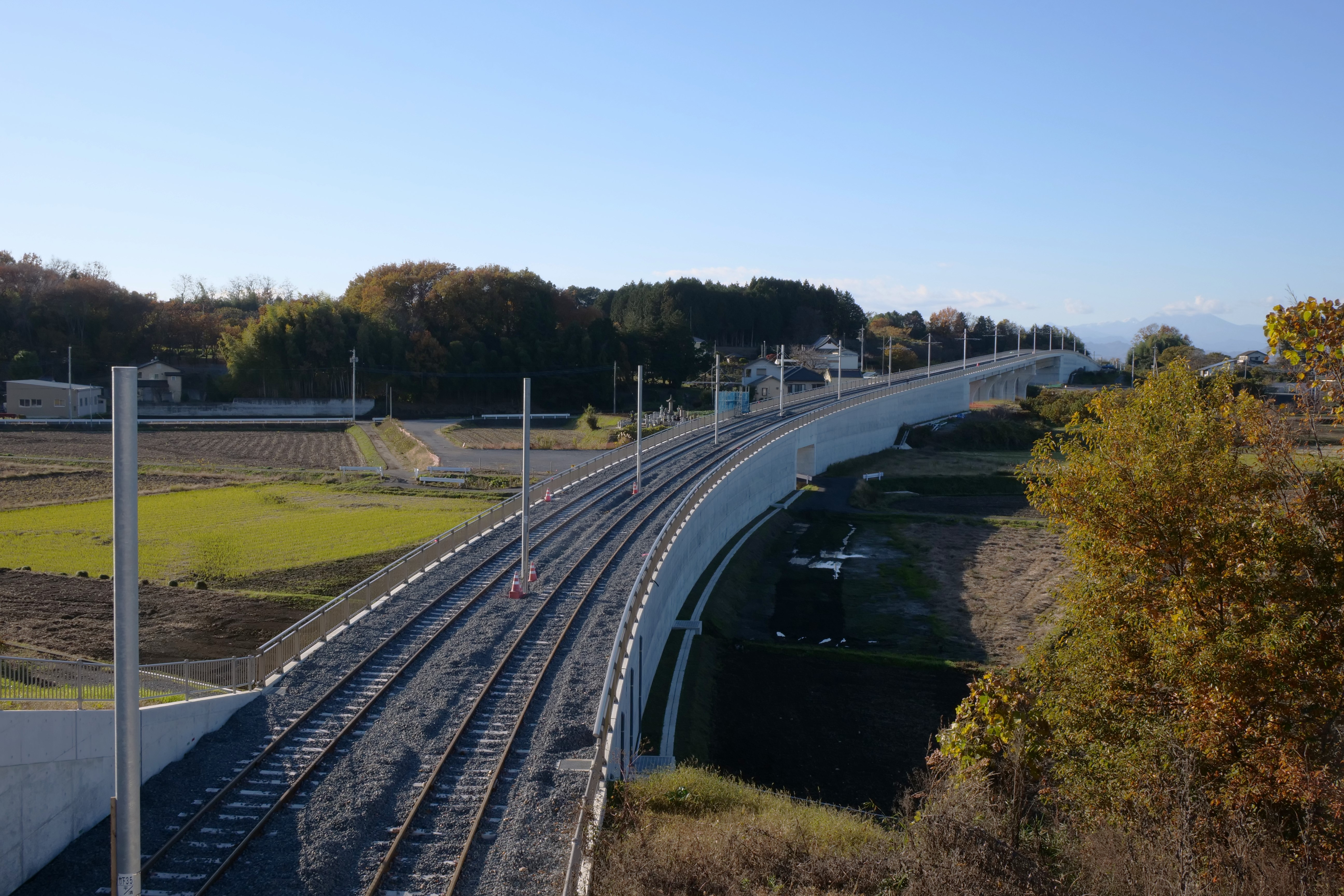
1回目の事件が発覚した場所（宇都宮芳賀ライトレール線と清原学園通りの立体交差付近）

さらに同年4月7日、宇都宮市は路線に電力を供給する電力ケーブル約570メートルが再び切断され、盗まれたと発表した。6日午後に市職員による点検中に発見された。盗難された場所など詳細は非公開としている。被害総額は約950万円に上る。

### 自動車との衝突事故
1. 2023年（令和5年）9月1日午前11時50分ごろ、宇都宮駅東口行きの上り普通電車（HU300形HU302編成[163]）が清原地区市民センター前停留場を発車した後、軌道敷を横切る道路[注釈 9][164]に入ろうと右折した68歳の男性が運転する自動車と衝突する事故が発生した。この事故により、HU302編成の車体左側面が大きく傷つき損傷した。乗員乗客約70人にけがはなかった。宇都宮芳賀ライトレール線はこの事故の影響で同日午後0時40分頃まで運転を見合わせた。本路線開業後初めての自動車との接触事故となった[165]。
2. 同年9月5日午後0時10分ごろ、宇都宮市宮みらいの鬼怒通りと駅東口ロータリーへ向かう道路との交差点において、宇都宮駅東口停留場を発車した下り普通電車（HU300形HU308編成）に、車道側の信号が赤になっているのを見落として交差点に進入した76歳の女性が運転する自動車が接触する事故が発生した。この事故によりHU308編成の左前側が損傷した。事故の影響により上下線で運転を見合わせたが、約30分後に再開し乗客約100人に影響が出た。宇都宮東警察署が事故の原因を調査している[166]。
3. 同年9月17日午後2時45分ごろ、宇都宮市陽東5丁目の県道64号（鬼怒通り）の併用軌道で、陽東3丁目停留場から宇都宮大学陽東キャンパス停留場へ向かっていた下り普通電車（HU300形HU313編成）が軌道と隣接する導流帯（ゼブラゾーン）で停車していた乗用車右側のドアミラーと接触した。乗客約160人と乗用車の2人にけがはなかった。事故の影響で下り線が一時運転を見合わせ、約35分後に再開した[167]。
4. 同年10月31日午後9時35分ごろ、宇都宮市陽東2丁目の県道64号（鬼怒通り）上の併用軌道との交差点で、上り普通電車（HU300形HU303編成）に車道側の信号が赤になっているのを見落として、Uターンしようと交差点内に進入した軽乗用車が接触した。けが人は出なかった[168]。事故の影響により一時上下線で運転を見合わせ、約30分後に再開した。乗客約70人に影響した[169]。
5. 同年12月29日午前6時10分ごろ、宇都宮市清原工業団地のゆいの杜西停留場 - グリーンスタジアム前停留場間で、線路と交差する道路に侵入しようとした大型トラックの左サイドミラーと下り普通電車が接触する事故が発生し、約35分間運転を見合わせた[170]。
6. 2024年（令和6年）5月10日午後7時10分ごろ、宇都宮市宮みらいの鬼怒通りと駅東口ロータリーへ向かう道路との交差点（2023年9月5日の事故と同一地点）において、下り普通列車（HU300形HU315編成、宇都宮ブリッツェンラッピング車）が軌道を横切って直進してきた軽自動車と追突し、衝突の弾みで軽自動車が横転した。けが人はおらず、一時運転を見合わせ約30分後に再開した。現場には信号機が設置されており、電車の通過時は車道側の信号は赤となり進行できなくなるが、軽自動車を運転していた男性は信号機を見落としていたと報道されている[171][172]。

### 人身事故
1. 2024年（令和6年）10月18日午後10時15分頃、グリーンスタジアム停留場付近の清原工業団地内の区間で、軌道敷内で自転車を押しながら歩行していた76歳の男性に、宇都宮駅東口行き上り普通電車が接触する接触事故が発生し、男性は足を骨折する重傷を負った[173]。なお、専用軌道の軌道敷内への歩行者や自転車などの立ち入りは禁止されている。

### インシデント（事故の兆候）の発生
1. 2023年（令和5年）12月3日午前6時6分ごろ、平石中央小学校前停留場に進入しようとした宇都宮駅東口行き上り普通列車の運転士が、軌道側の信号が赤になっているのを見落とし、交通信号の「青」を当該軌道に対する信号現示と勘違いしてそのまま停留場手前の交差点内に進入するインシデントが発生した。これによる道路交通の阻害や列車遅延といった影響は発生していない[174]。